# Torbau

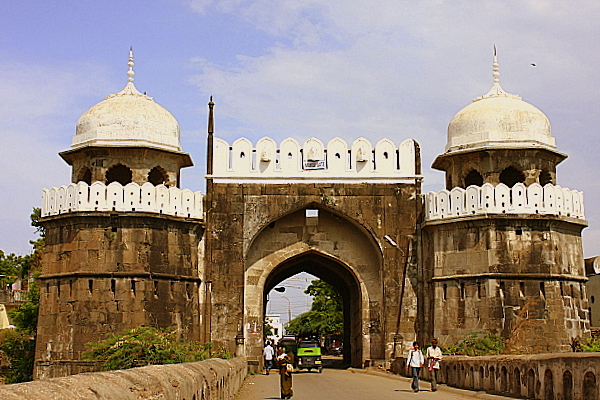
Aurangabad, Indien – Mekka-Tor (um 1700)

Die Begriffe Torbau oder Torgebäude bezeichnen größere tiefenräumlich gestaltete und weitgehend von der umgebenden Bebauung unabhängige Toranlagen im Sinne eines eigenständigen Gebäudes (manchmal mit eigenen Räumlichkeiten) oder einer funktionellen Einheit als Teil eines größeren Gebäudes oder Gebäudekomplexes. Sie stehen meist auf der Grenze zwischen zwei nicht überdachten Freiflächen (Hof, Straße), haben einen oberen Anschluss (Bogen, Architrav, Zinnen) und haben oft einen weniger funktionalen als vielmehr einen repräsentativen Charakter.

## Beispiele
Zu den Torbauten zählen Torburgen oder Torhallen, Ehrentore (wie beispielsweise Triumphbögen, Triumphtore), aber auch Brückentore; auch die indischen Gopurams sowie die japanischen Torii und chinesischen Scheintore (Pailou) gehören dazu.   
In Ägypten gibt es den Pylon als Torbau und in Griechenland den Propylon mit zahlreichen Sonderformen.
Stadttore, Burg- und Klostertore (oft in Form von Torhäusern) sind Teil einer Befestigungsanlage; viele von ihnen sind mit hohen dominanten Türmen versehen. 
Der Innenraum eines Torbaues (bei einem Triumphbogen die offene Fläche unter dem Bogen) wird oft „Torhalle“ genannt. Der Totentempel zu Sakkara oder das Tor des Xerxes in Persepolis haben bemerkenswert große Torhallen.

### Ägypten, Mesopotamien, Persien

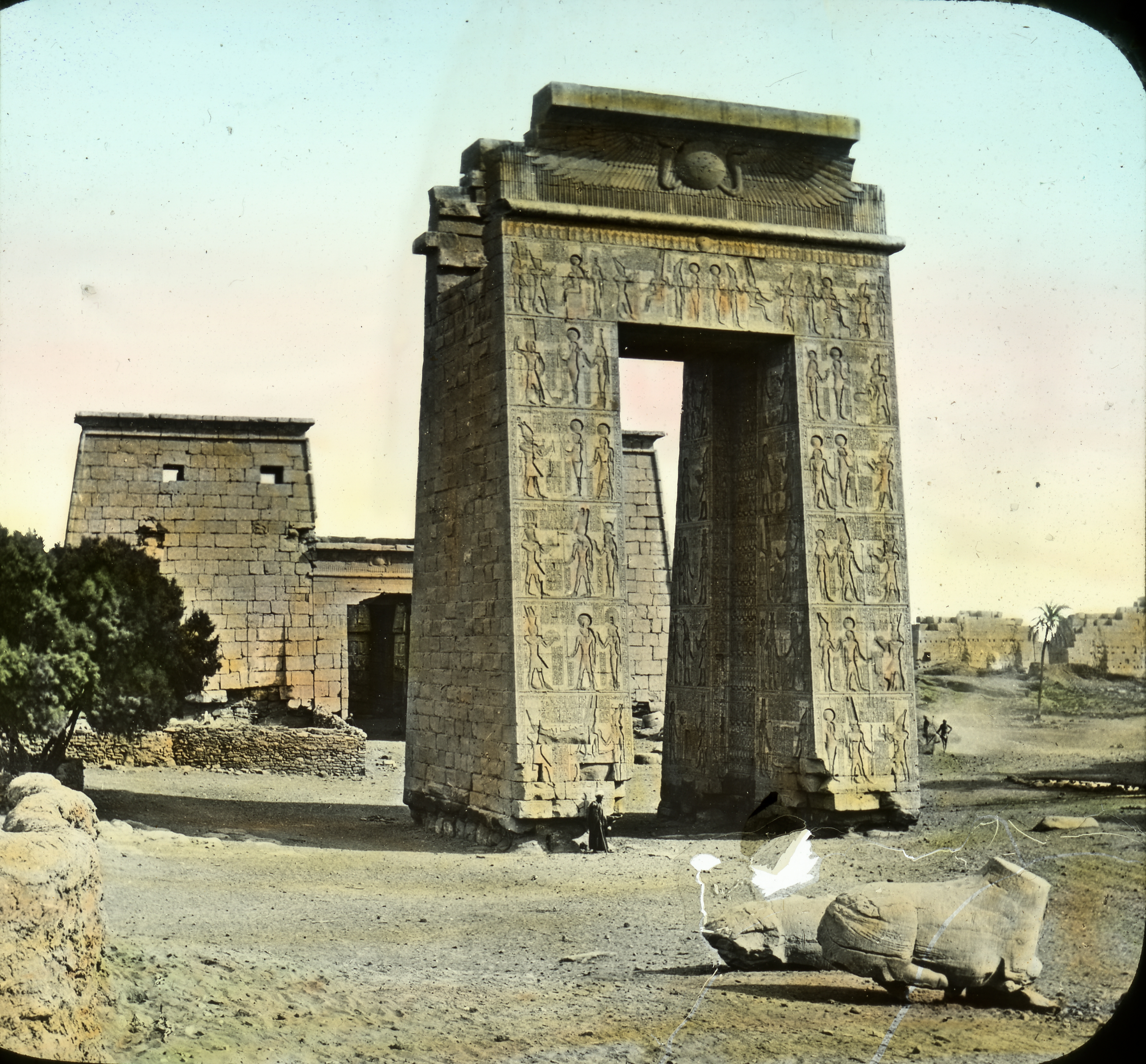
Torbau des Karnak-Tempels
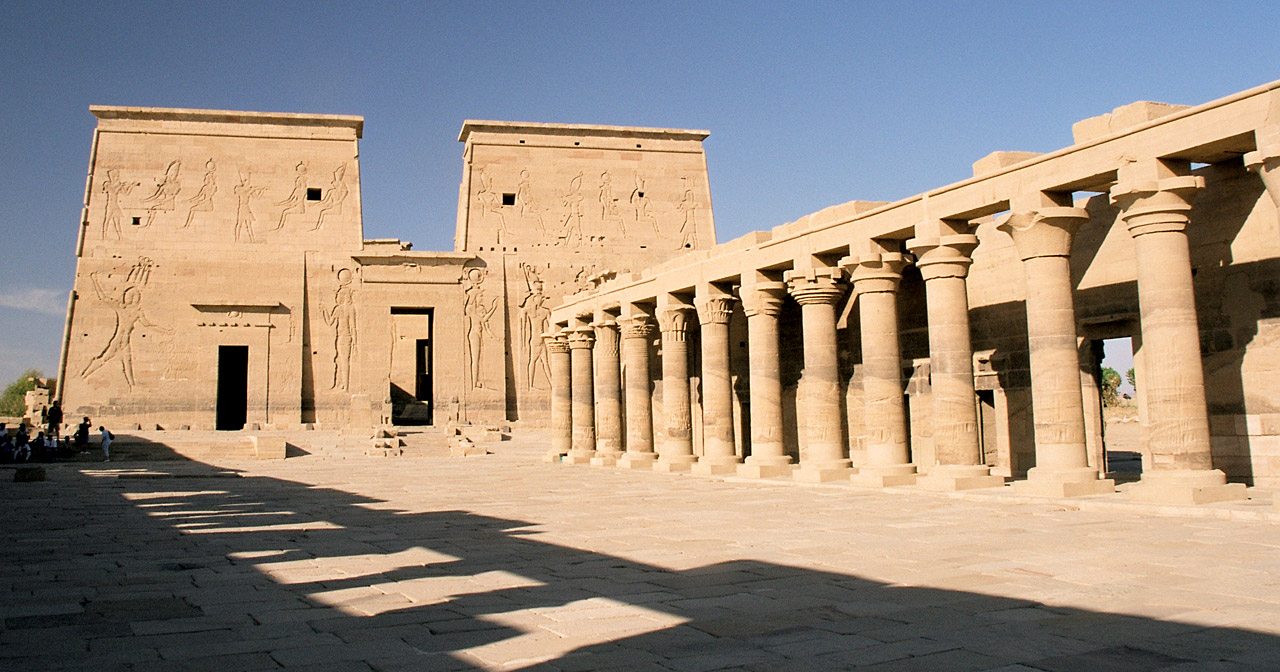
Pylon des Tempels von Philae
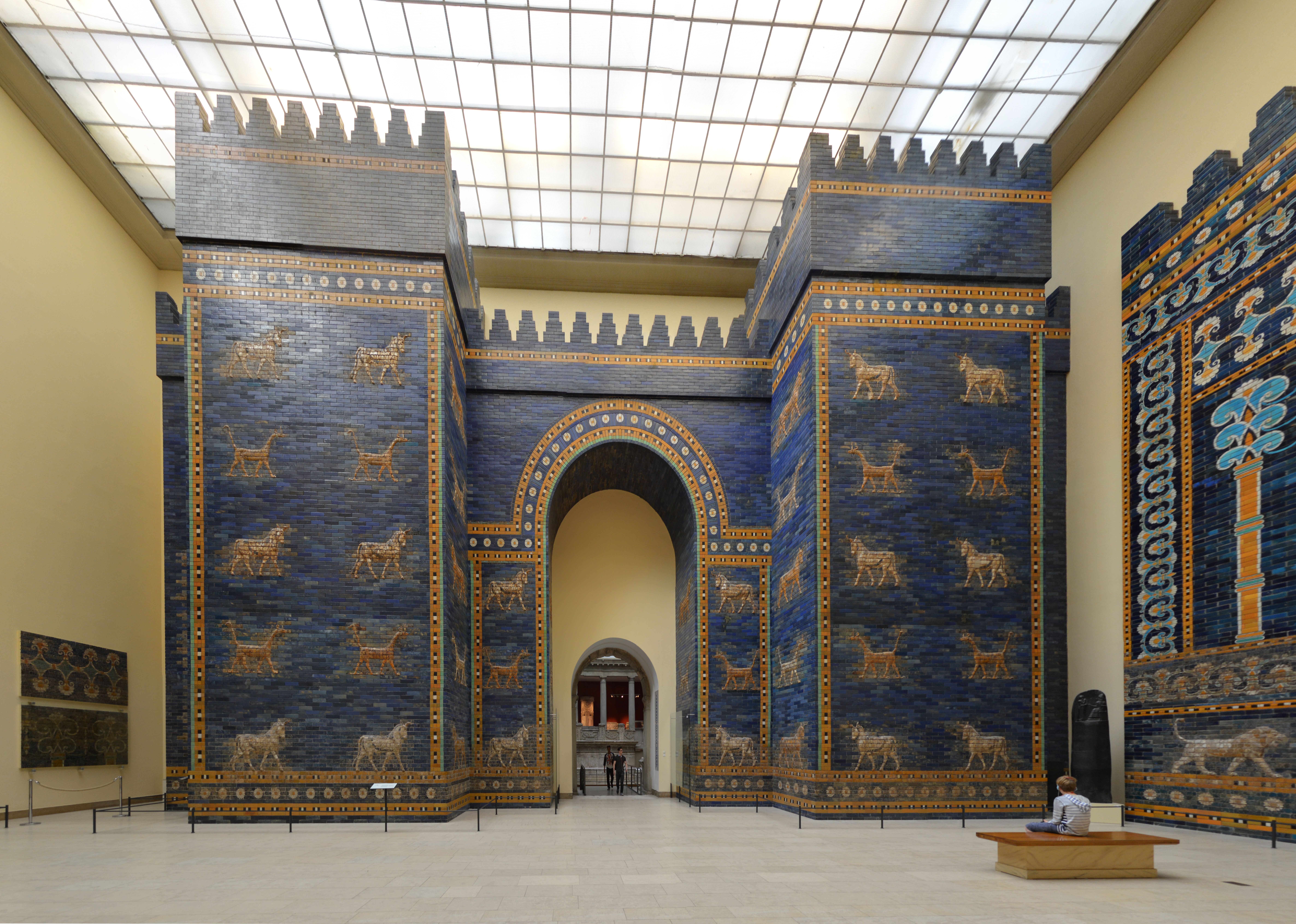
Ischtar-Tor, Babylon
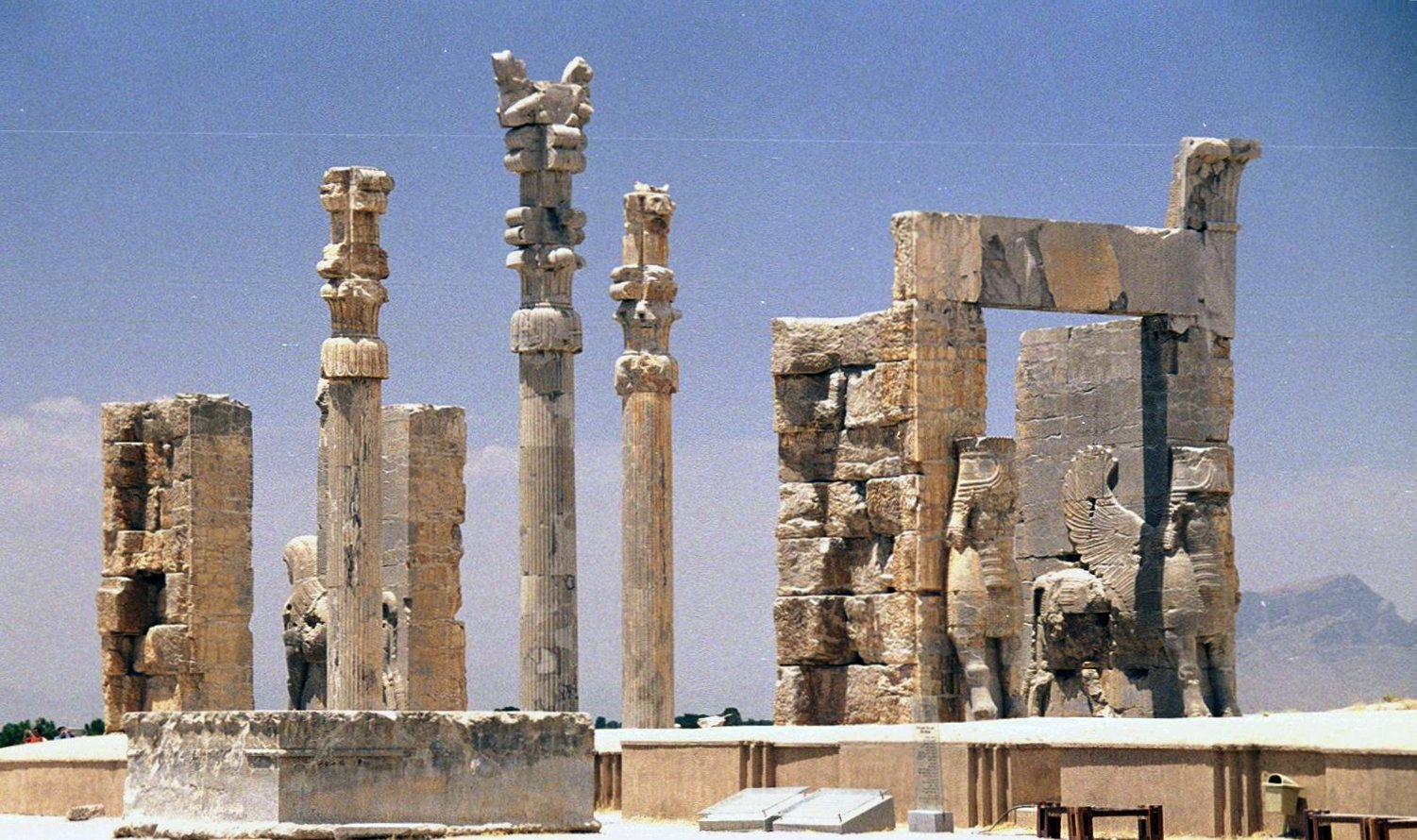
Tor der Völker, Persepolis

### Griechenland und Rom

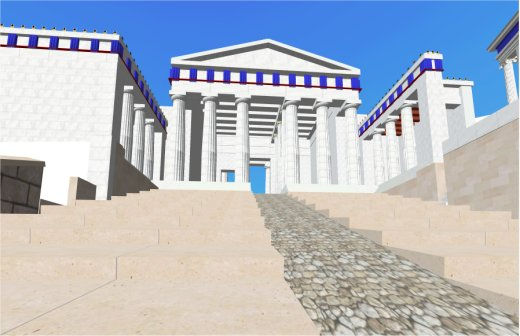
Propyläen, Athen
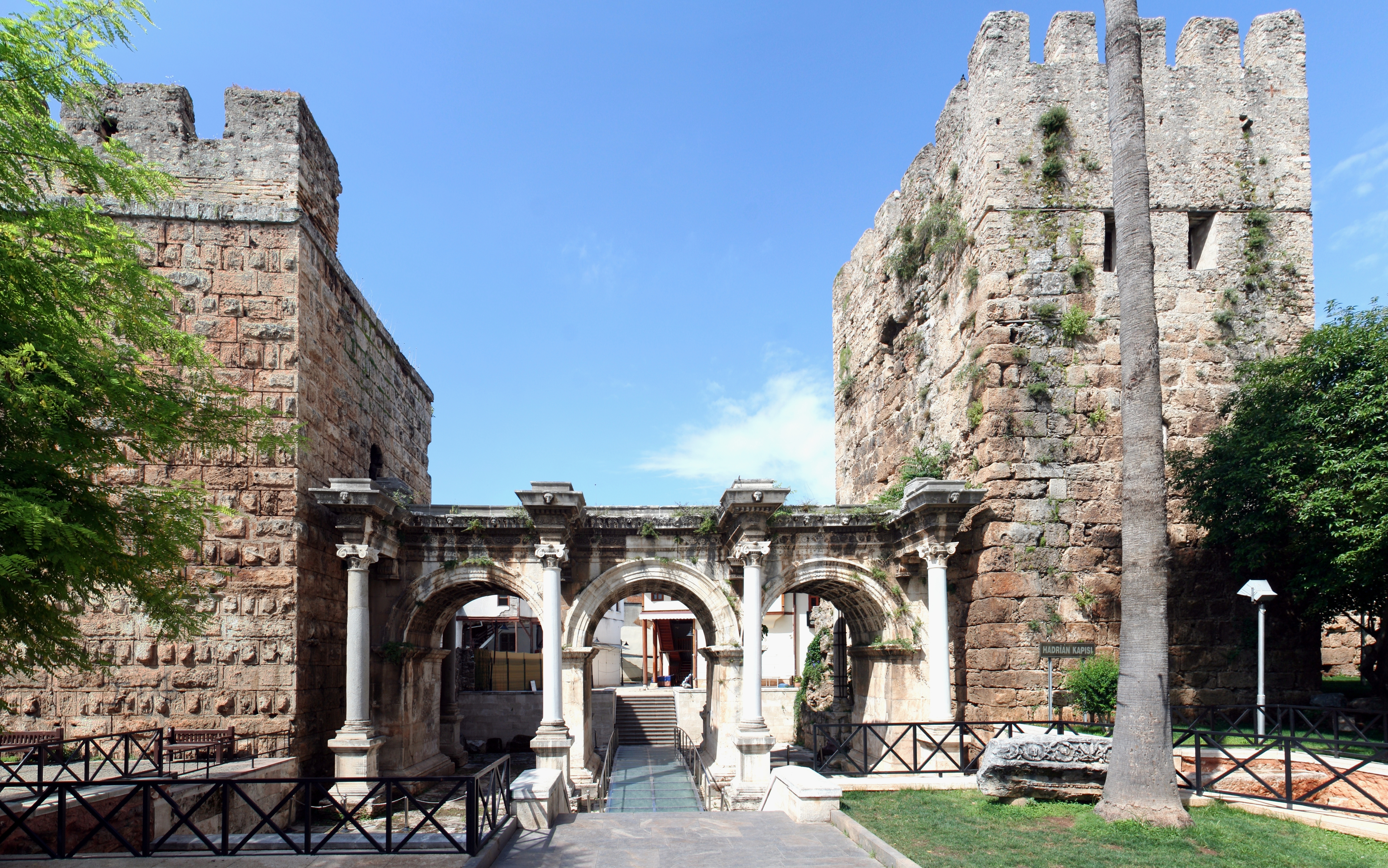
Hadrianstor, Antalya
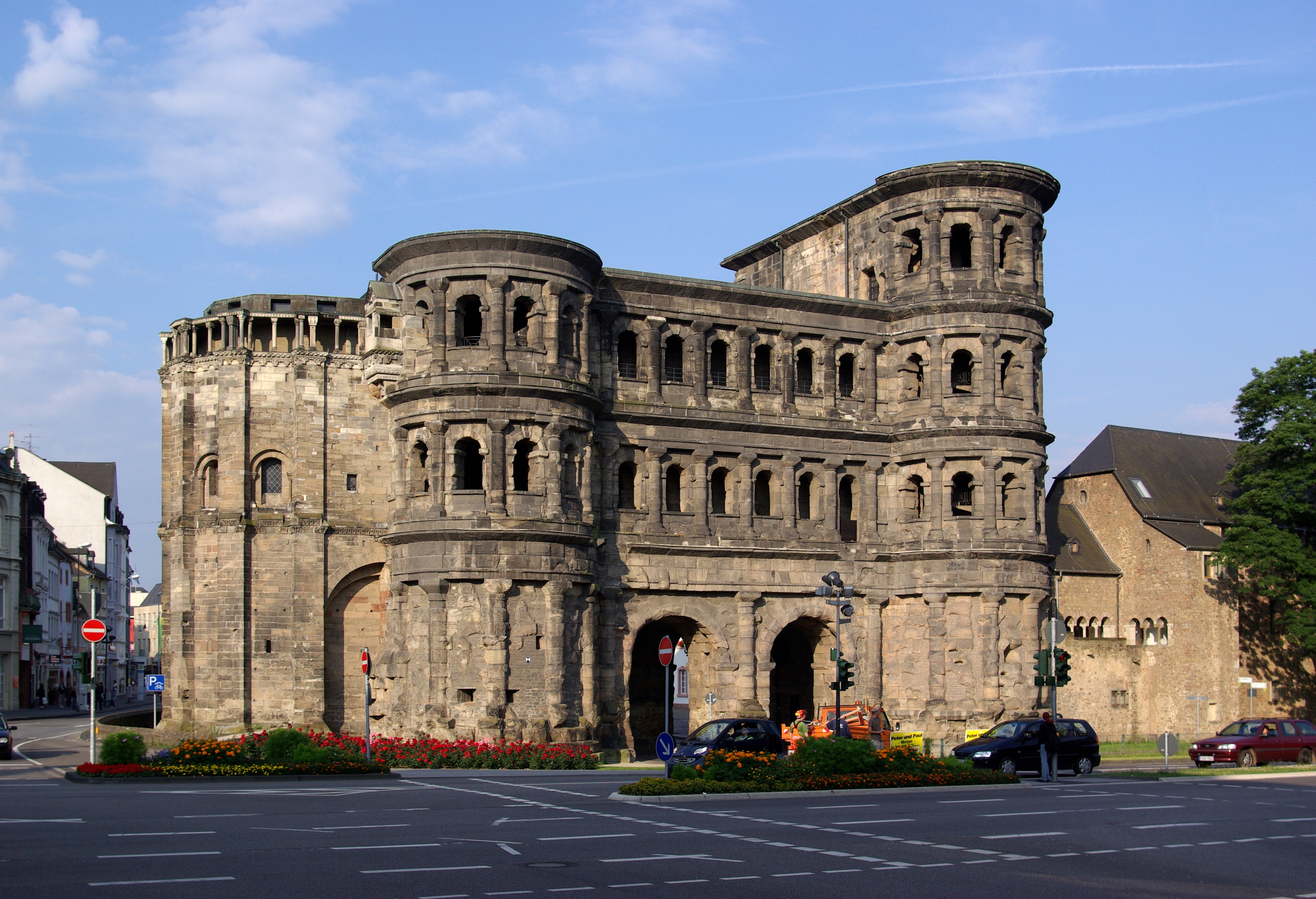
Porta Nigra, Trier
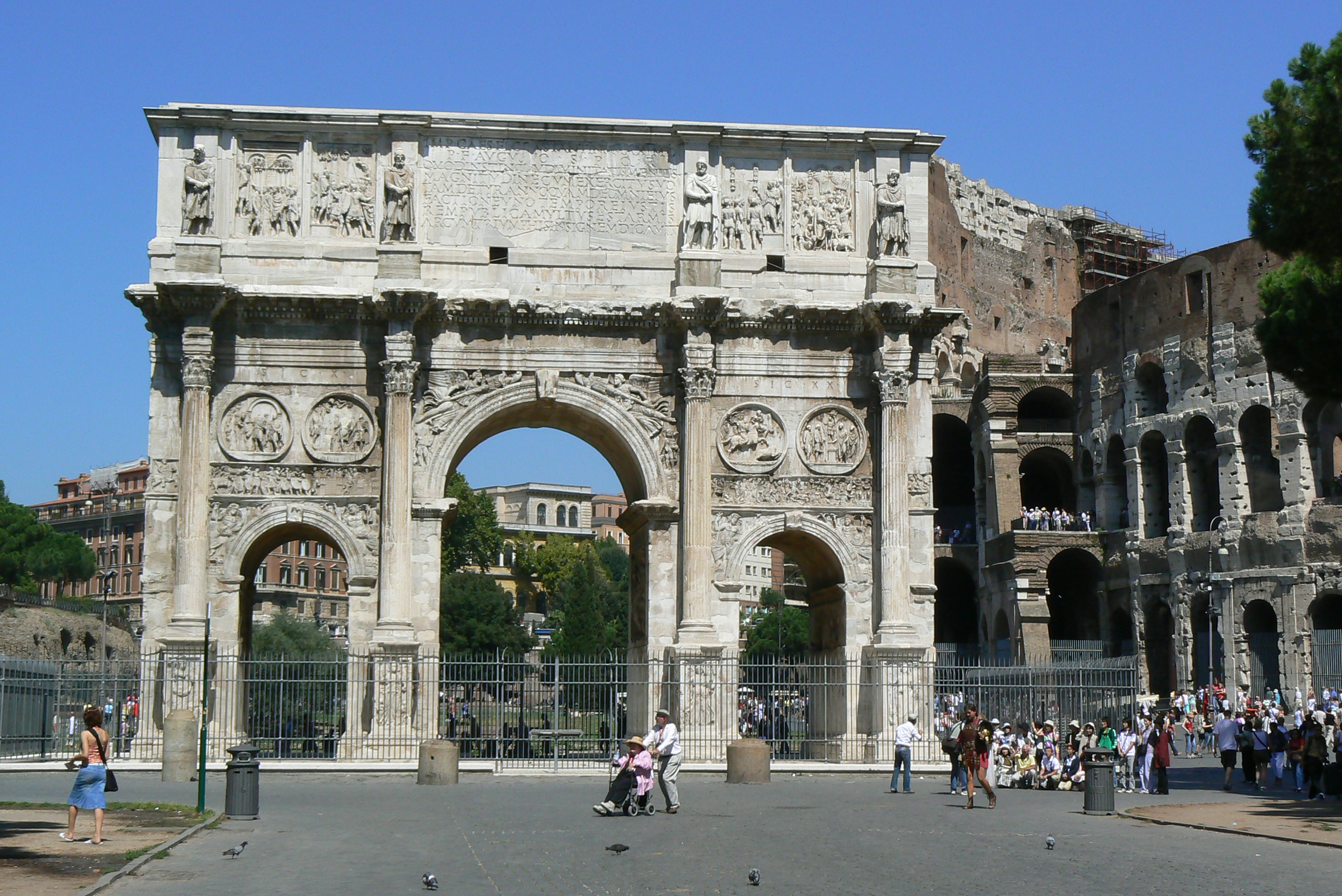
Konstantinsbogen, Rom
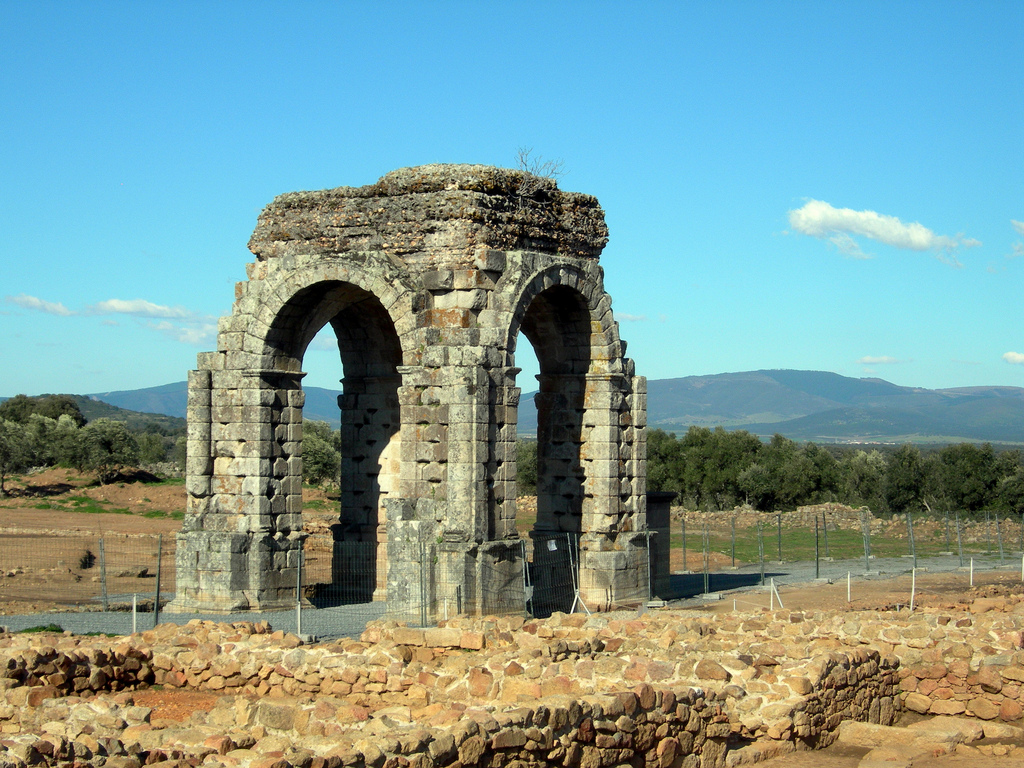
Tetrapylon von Cáparra

### Mittelalter

Torhalle, Lorsch
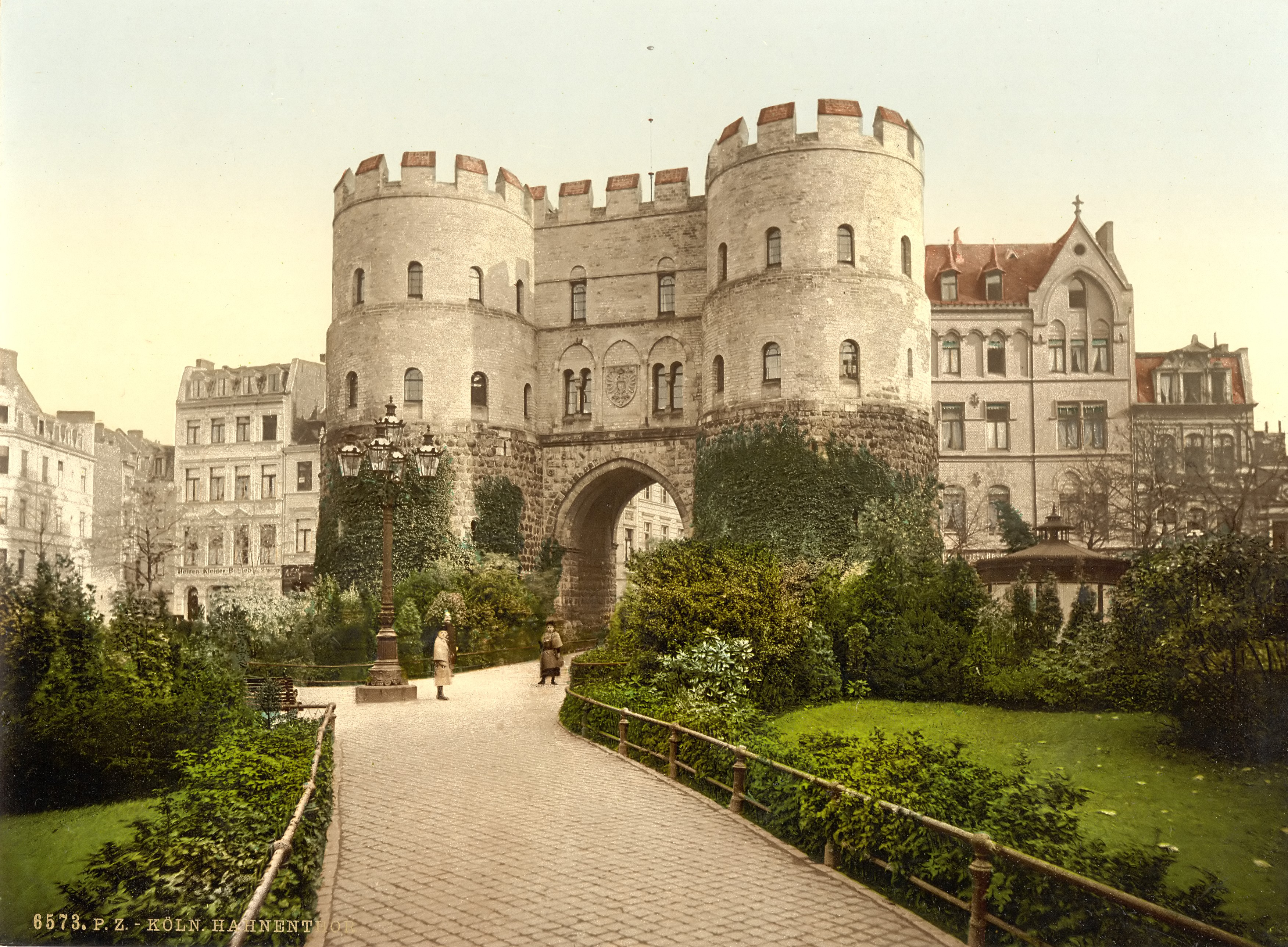
Hahnentorburg, Köln
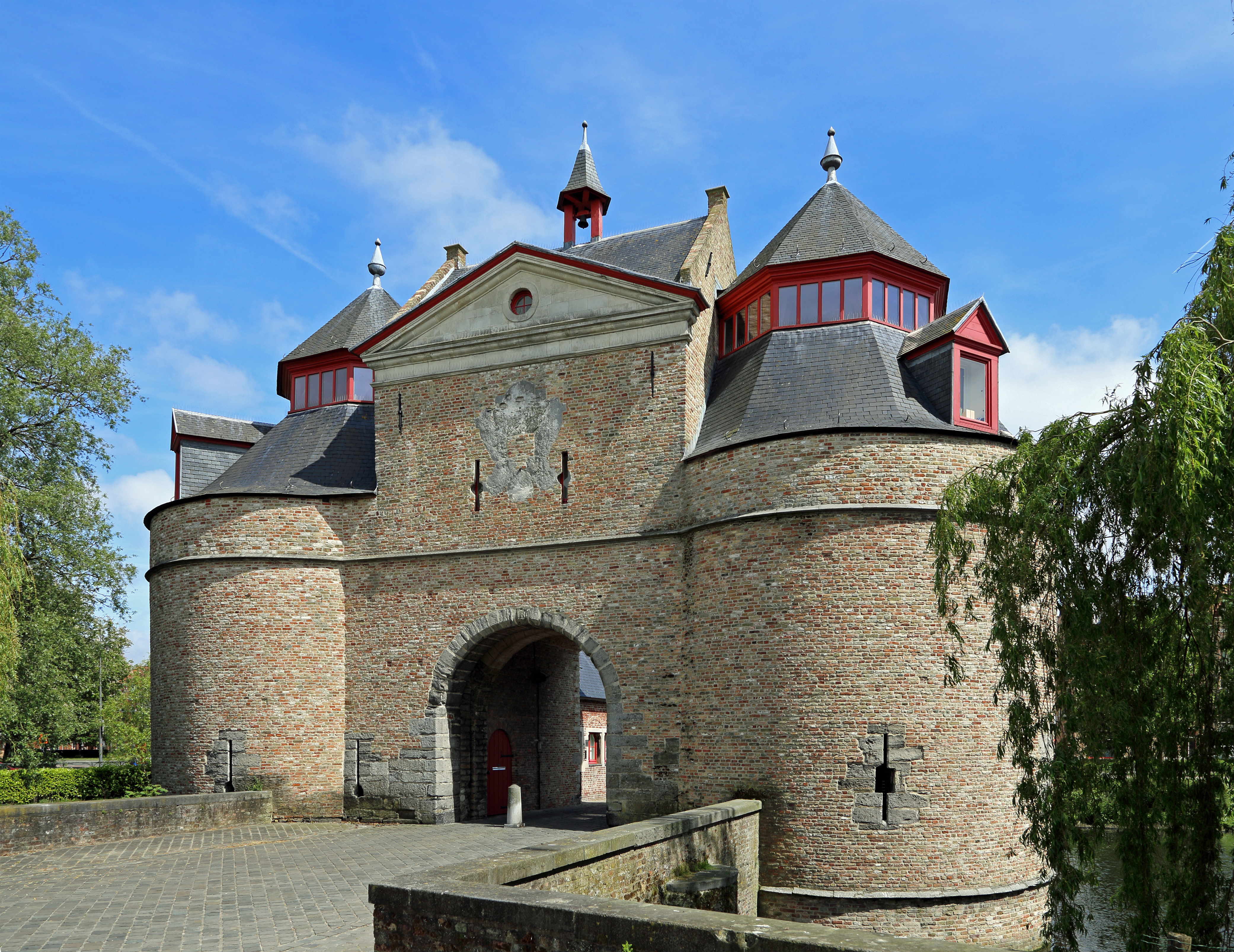
Ezelpoort, Brügge
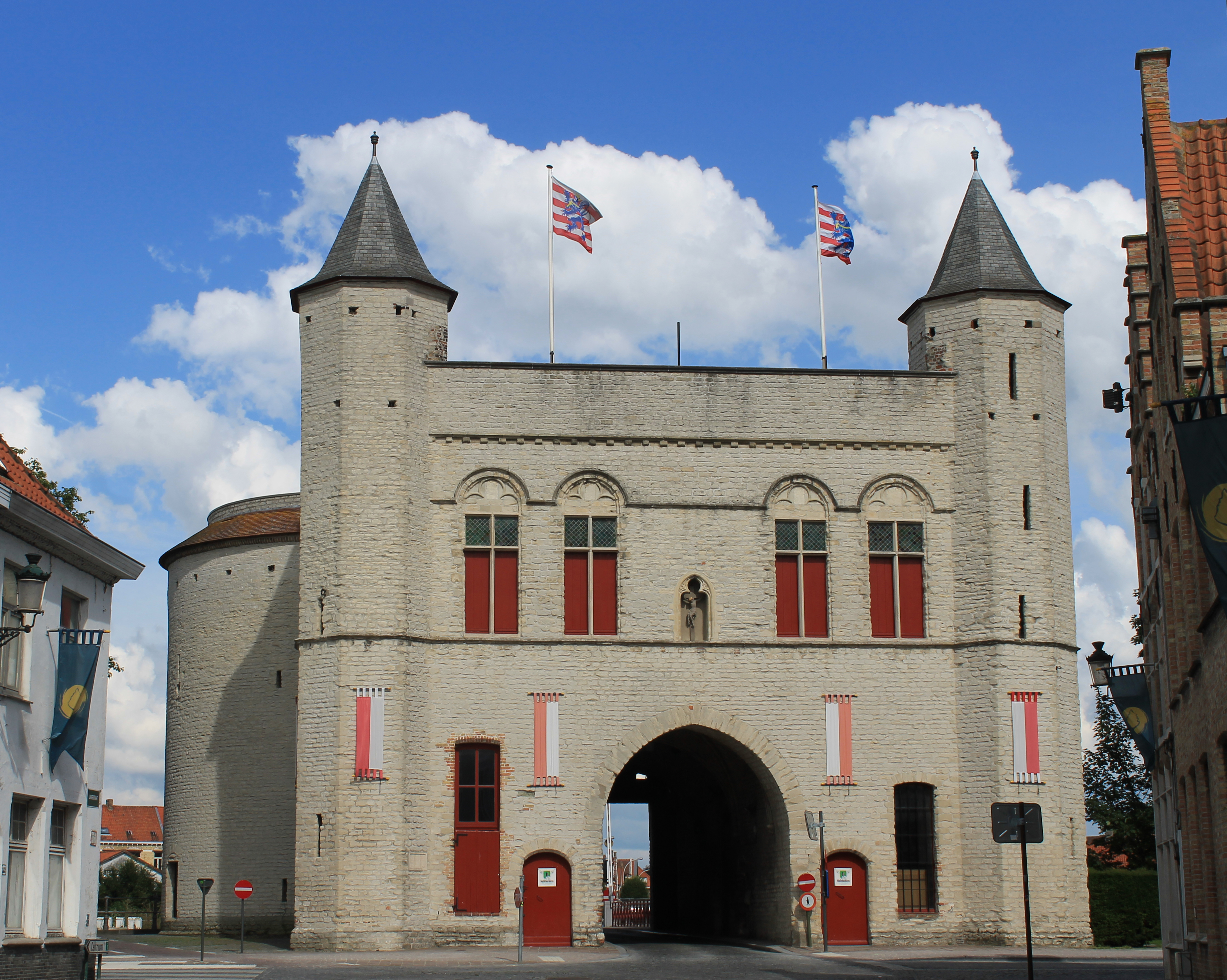
Kruispoort, Brügge
Holstentor, Lübeck
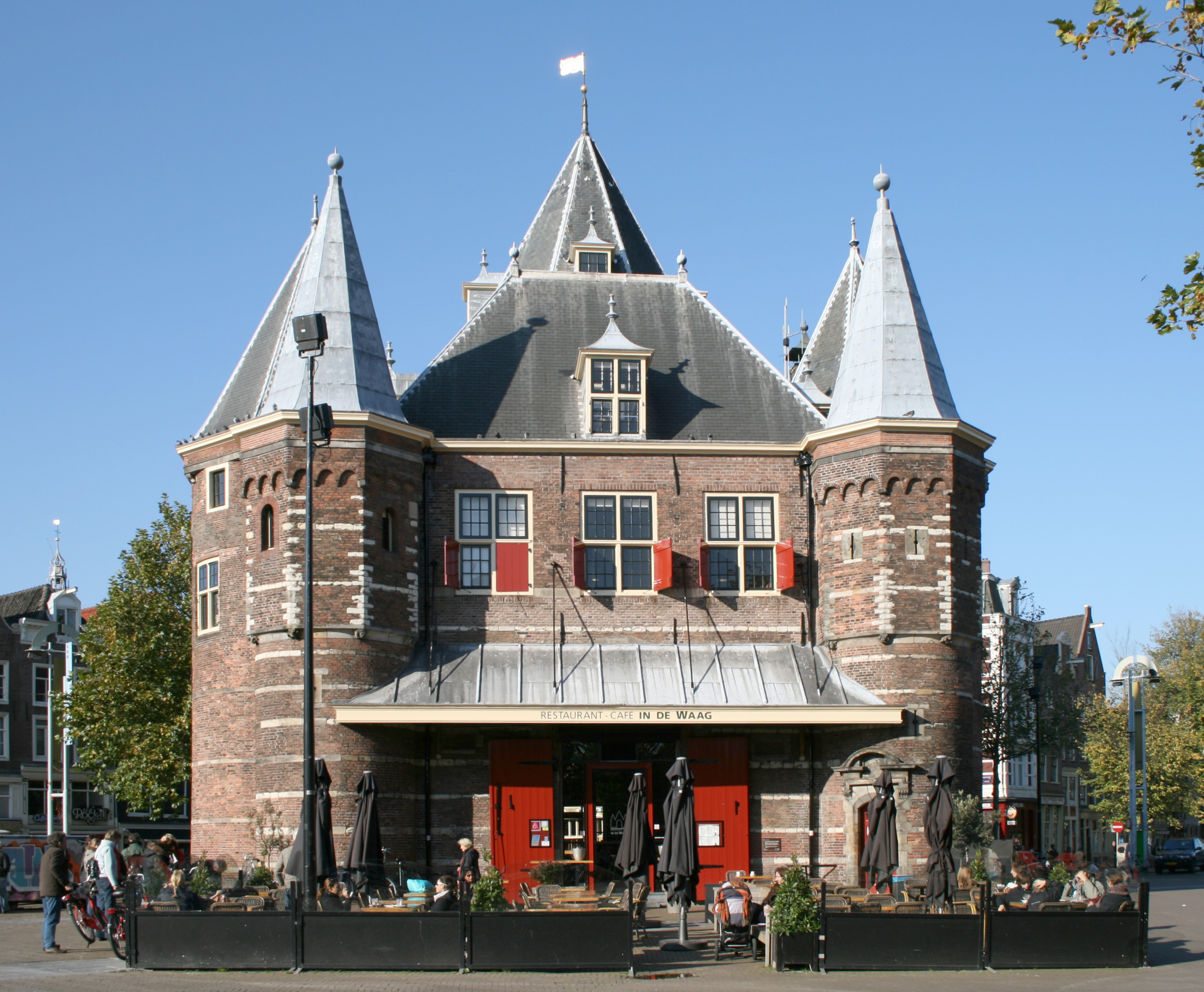
Sint Antoniespoort, Amsterdam

### Neuzeit

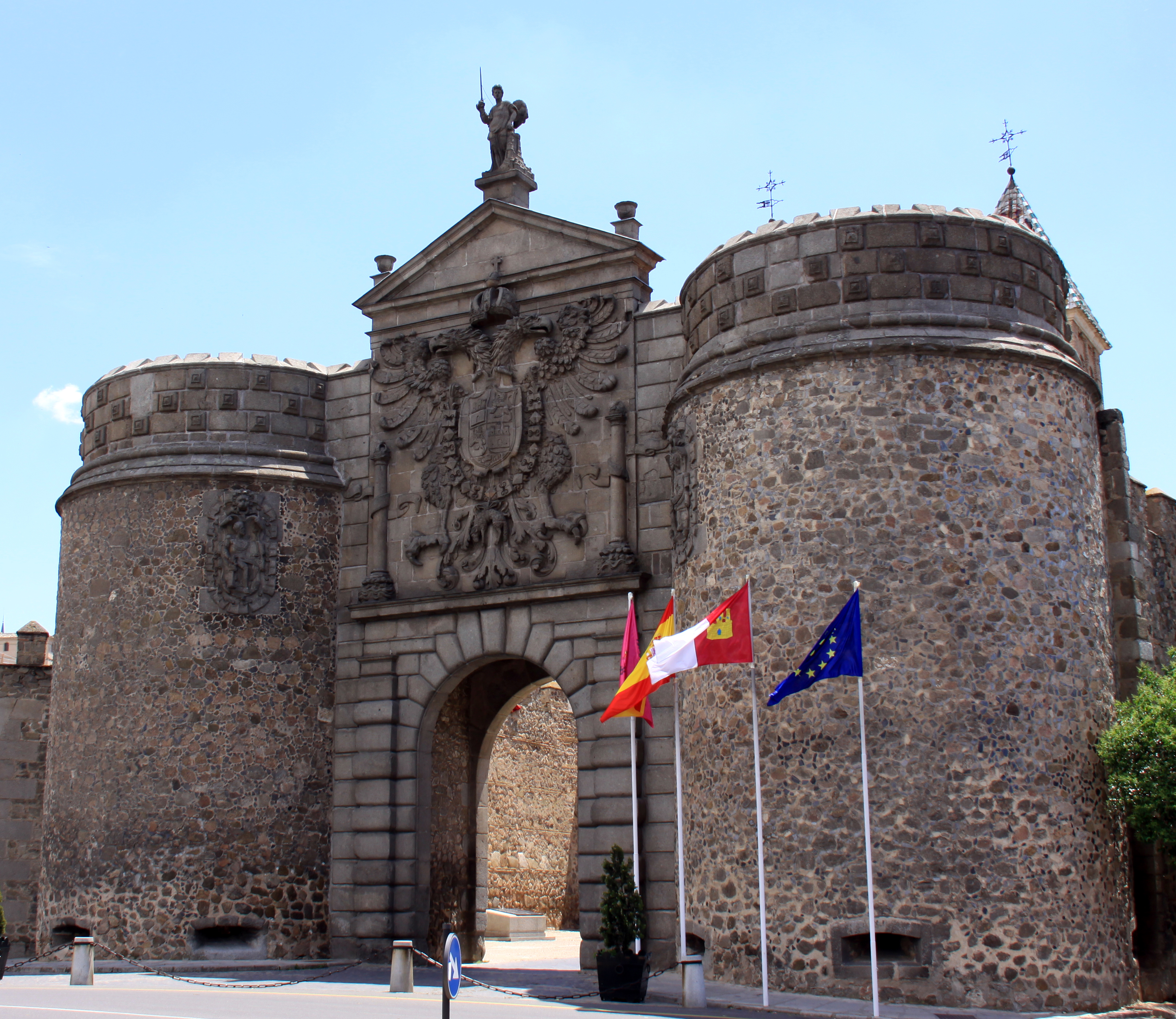
Puerta de Bisagra, Toledo
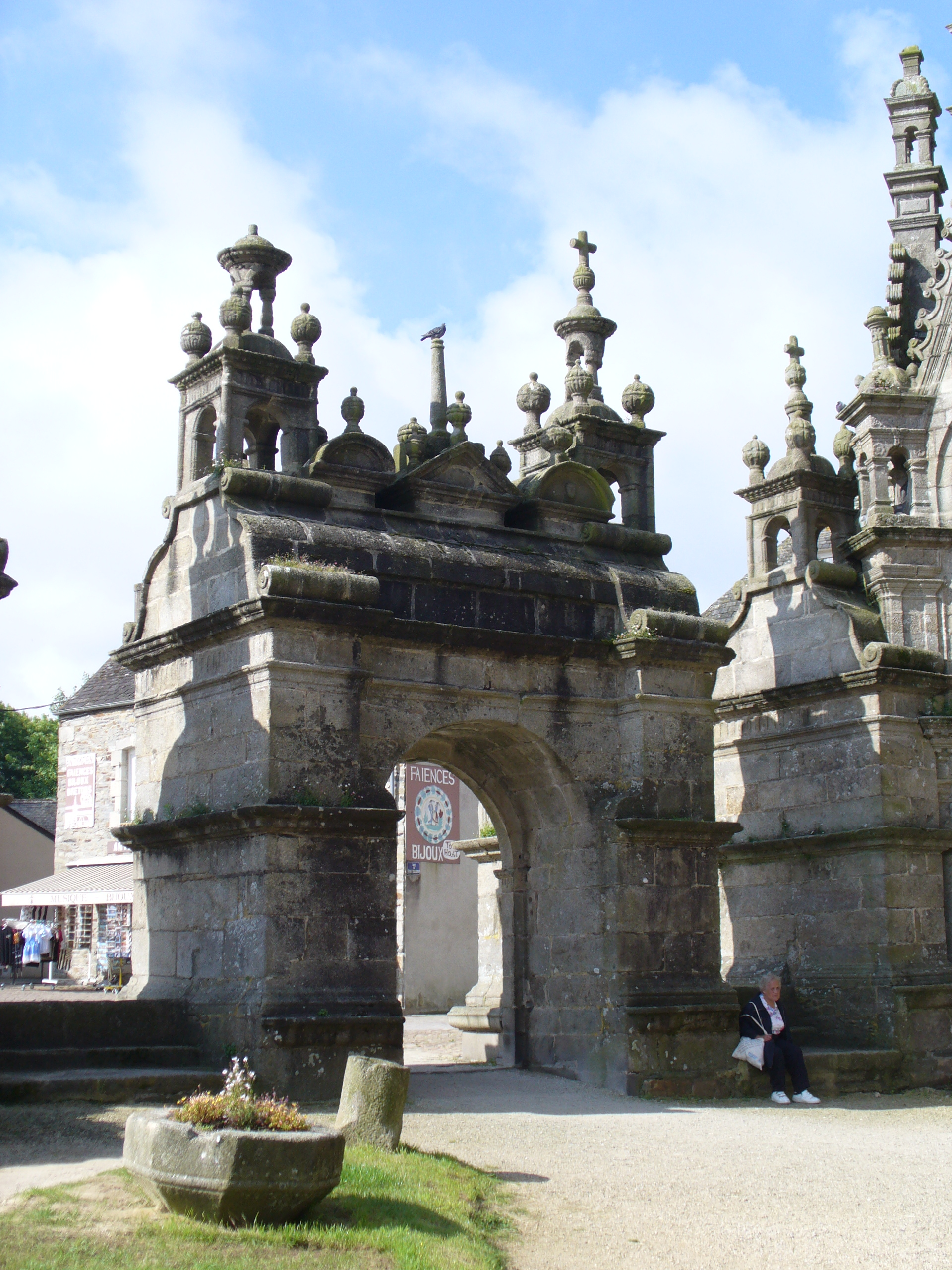
Triumphtor des Pfarrbezirks von Saint-Thégonnec
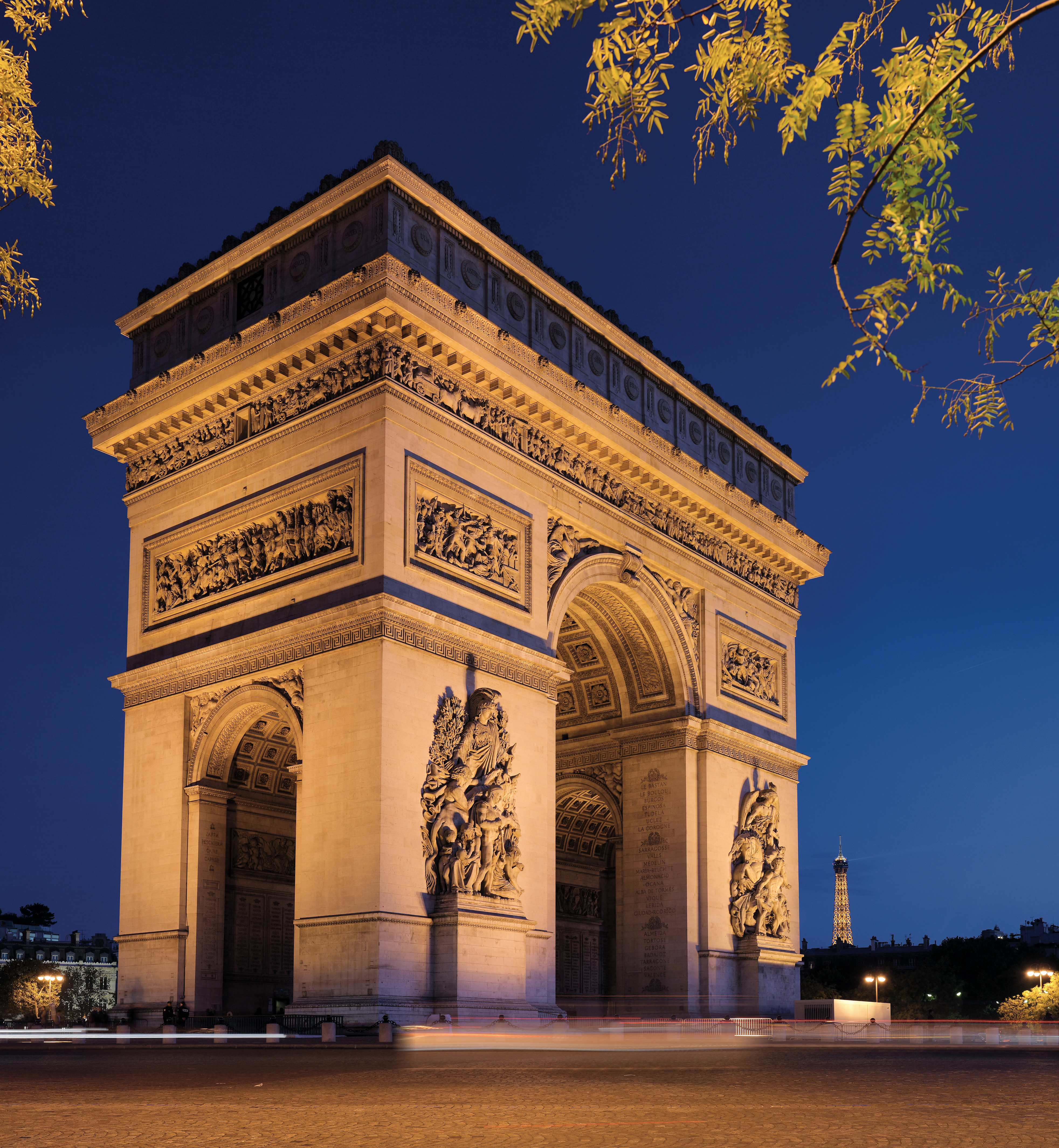
Arc de Triomphe de l’Étoile, Paris
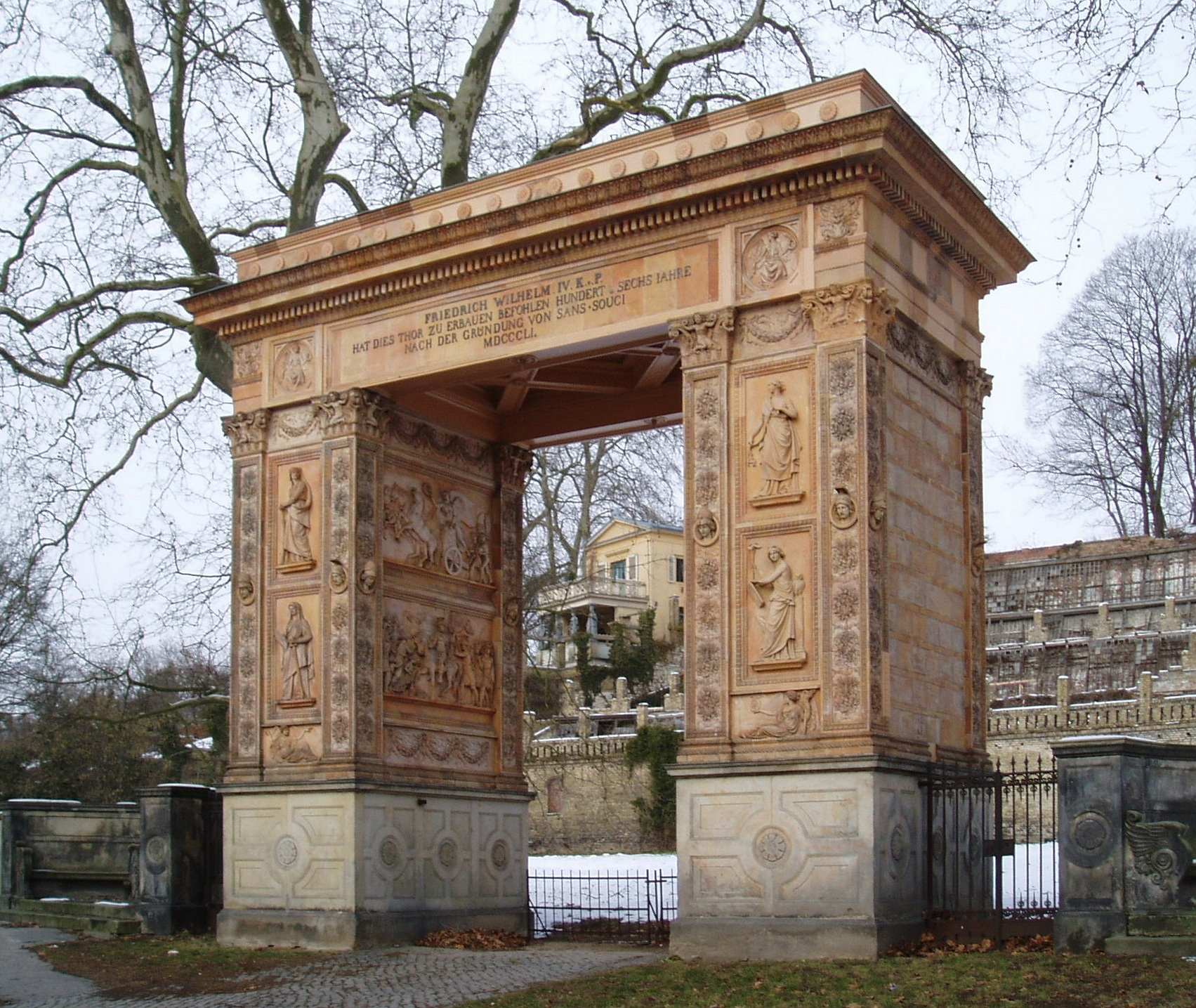
Triumphtor (Potsdam)
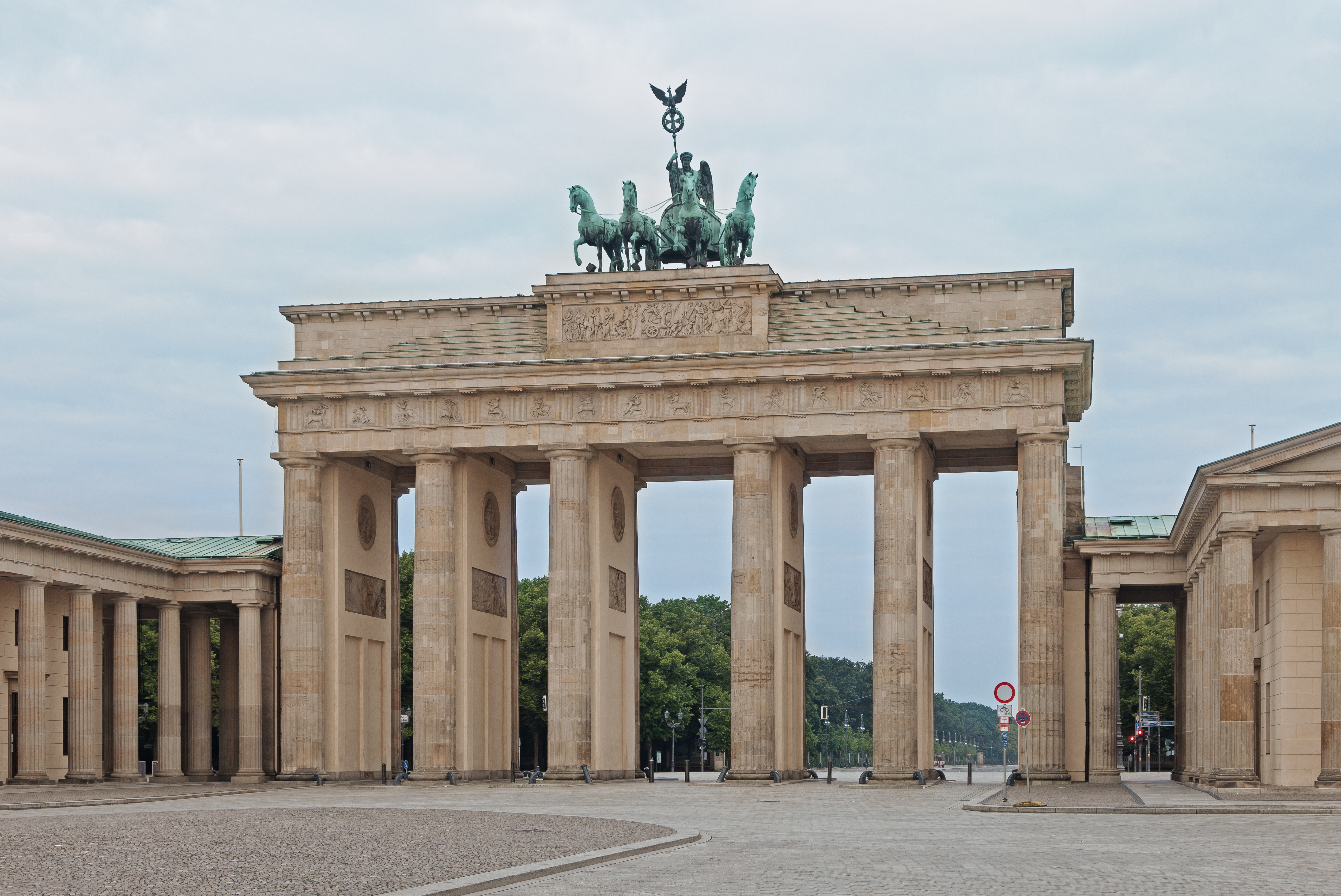
Brandenburger Tor, Berlin
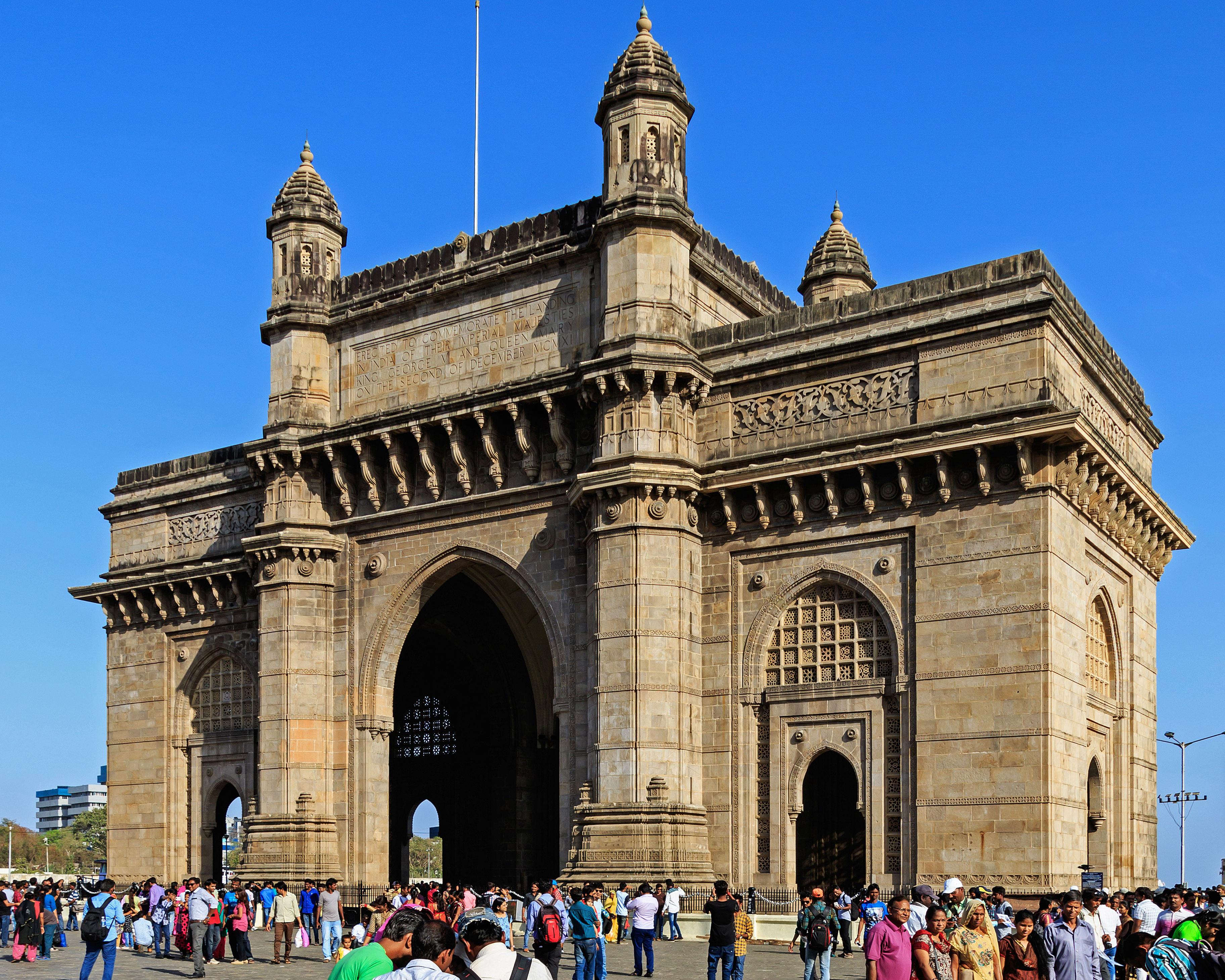
Gateway of India, Mumbai

### Indien

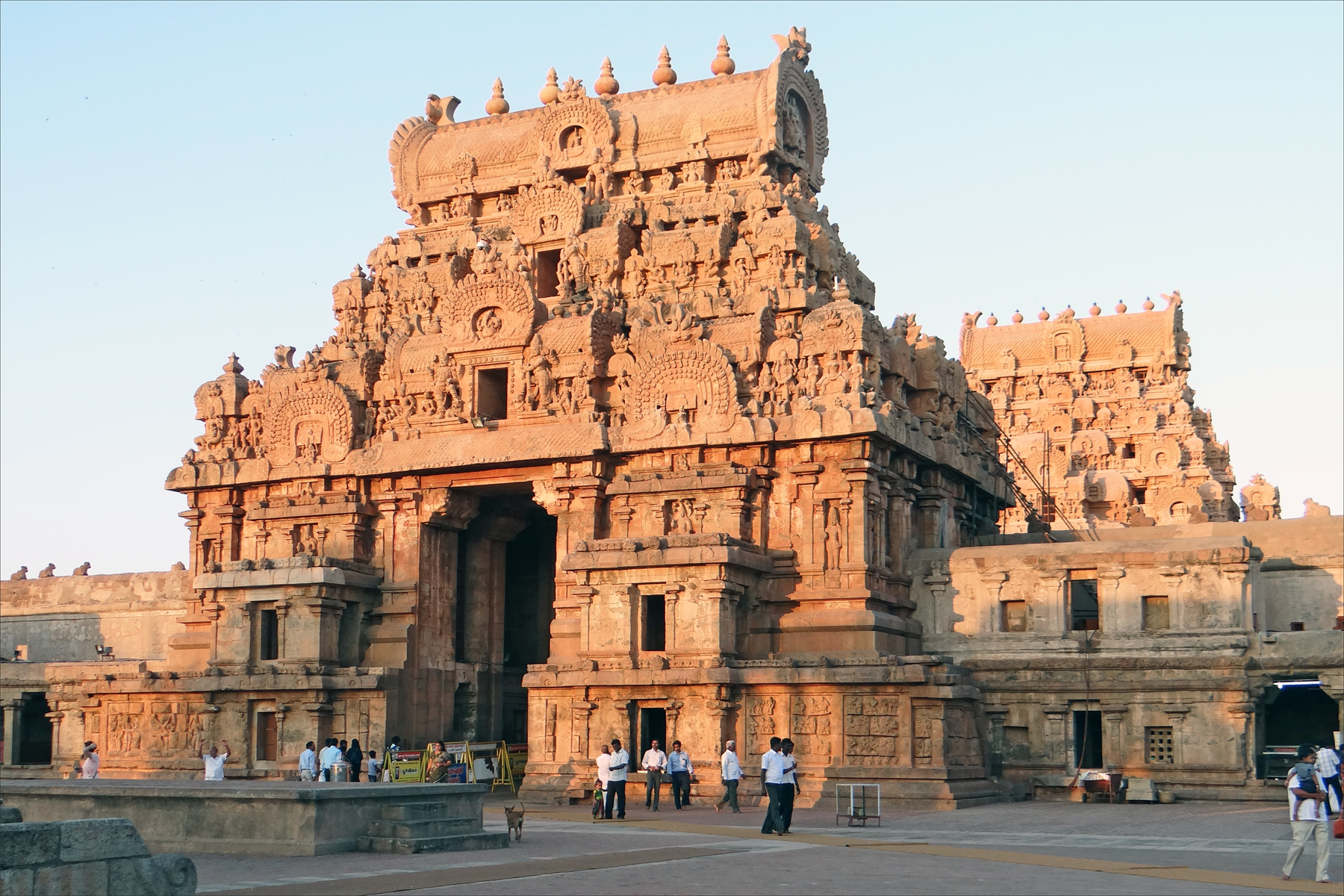
Gopuram des Brihadishvara-Tempels, Tanjavur
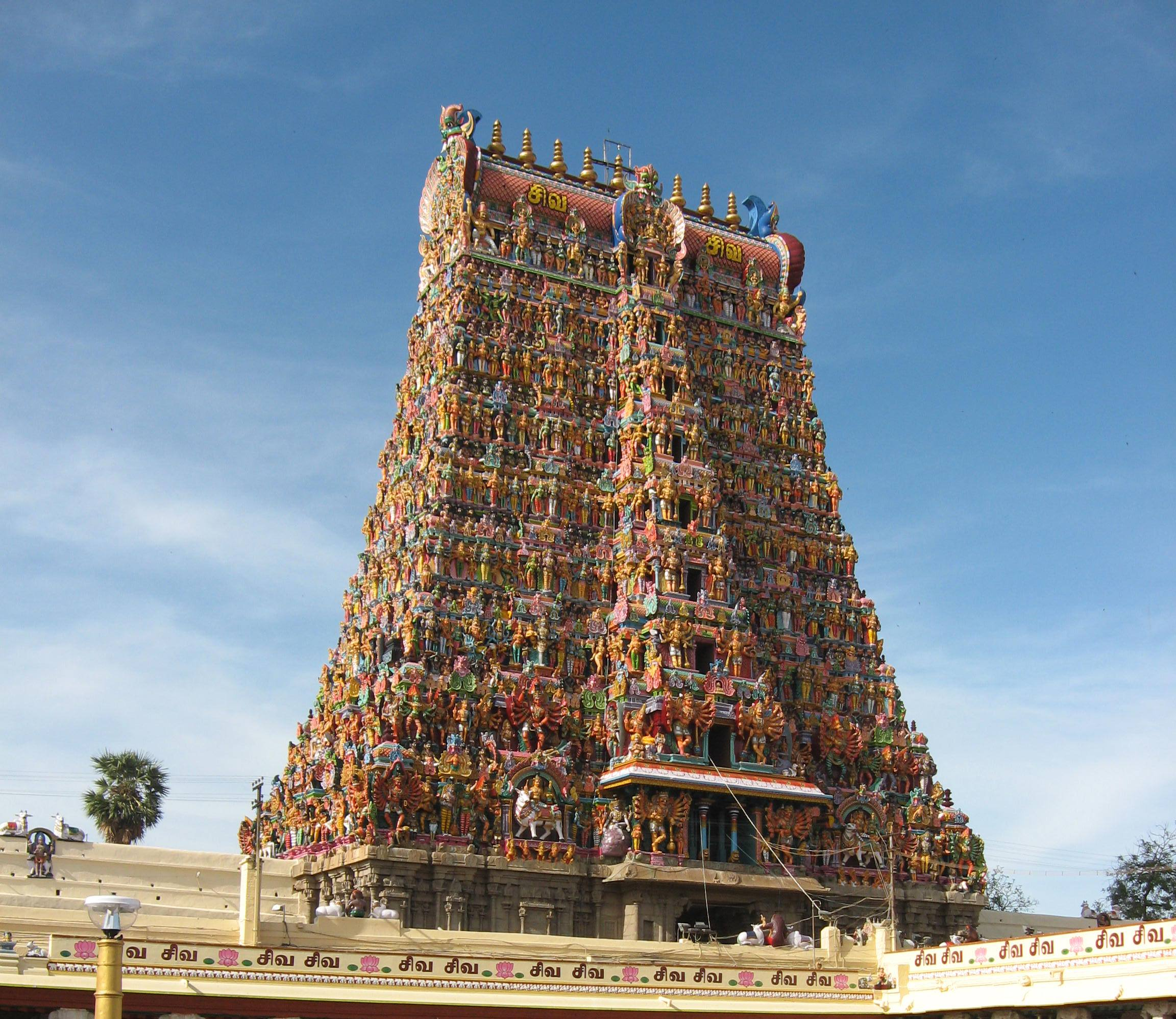
Gopuram des Minakshi-Tempels, Madurai
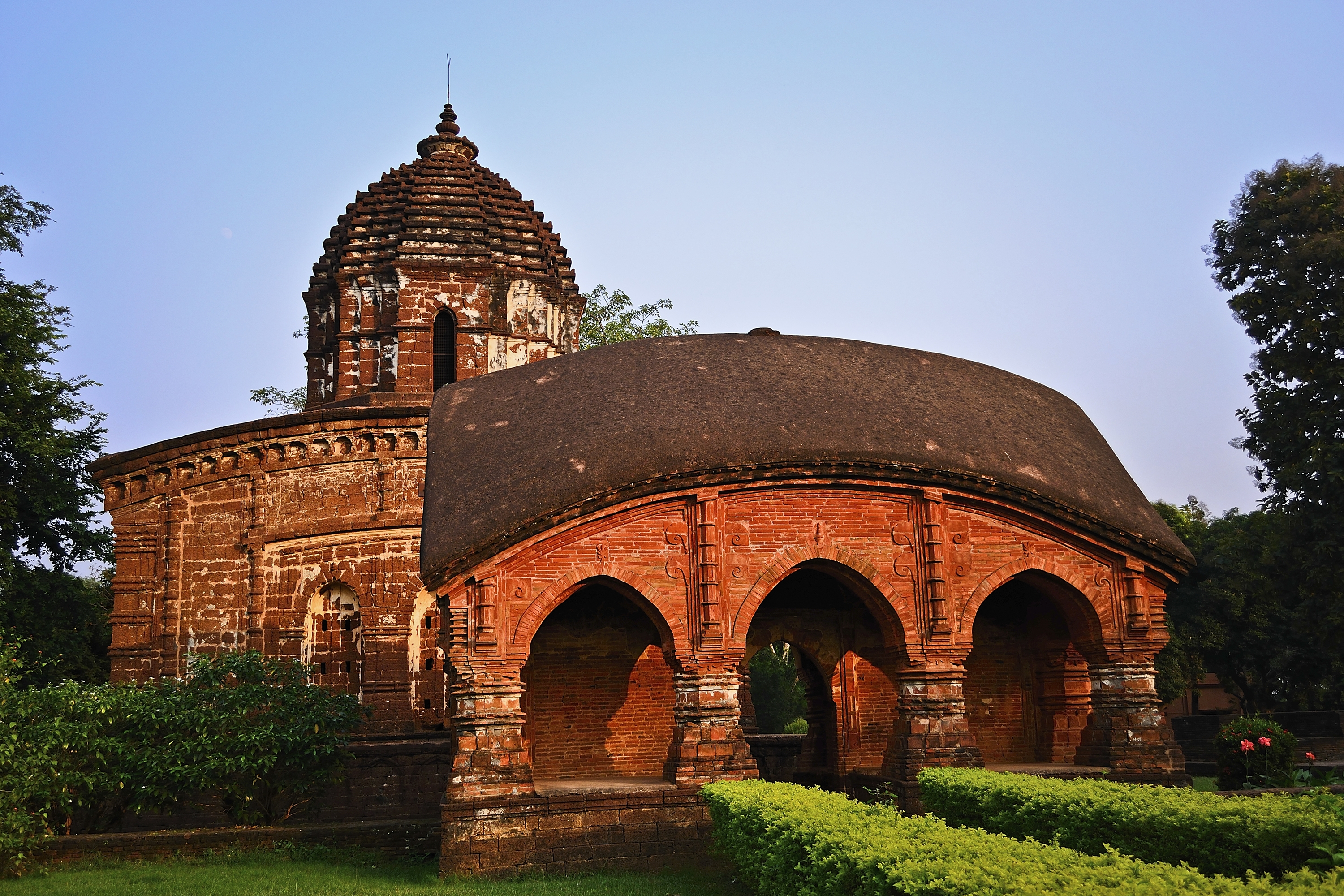
Torbau des Radha Madhap-Tempels, Bishnupur
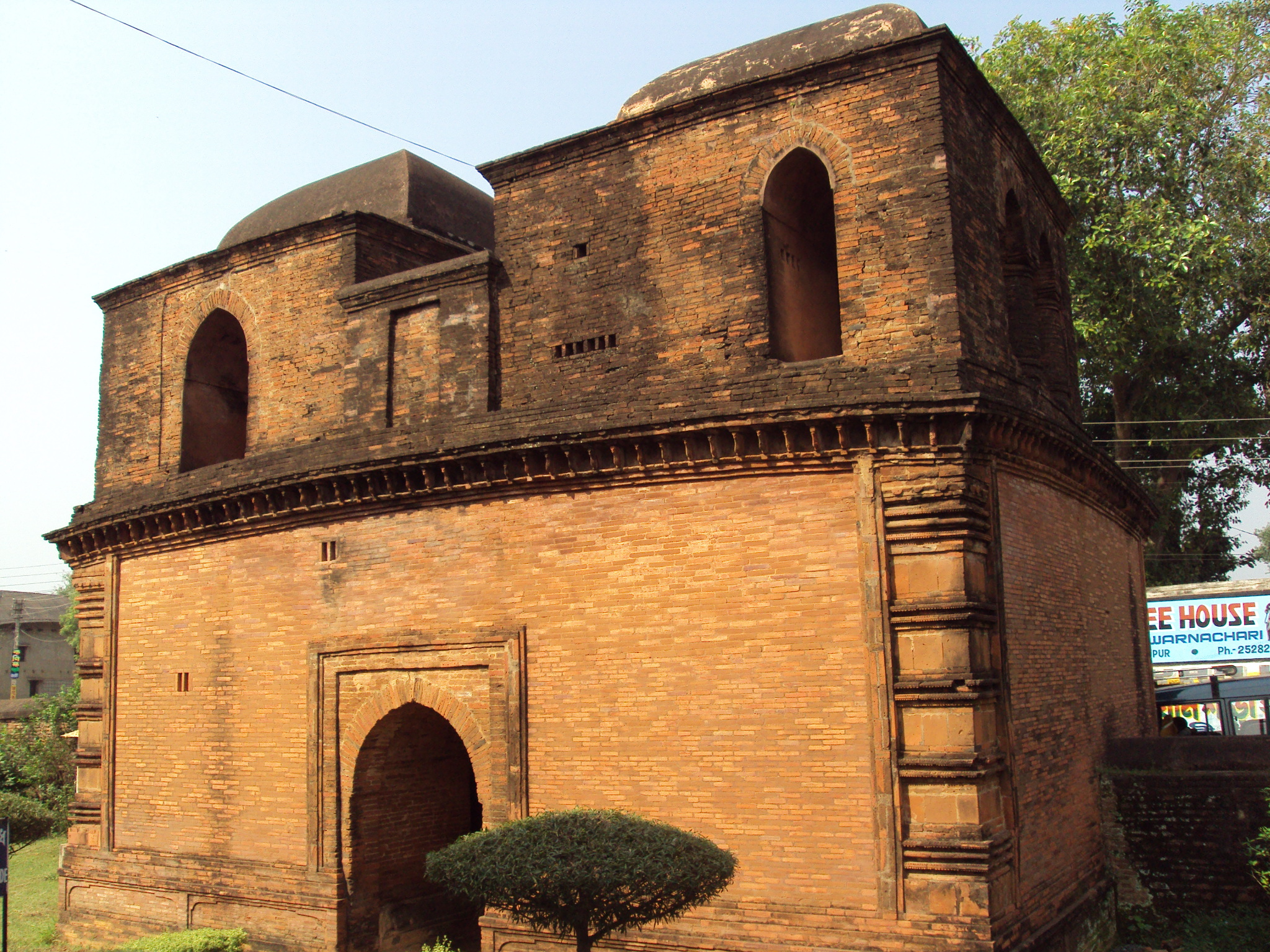
Torbau des Radhashyam-Tempels, Bishnupur

### Islam

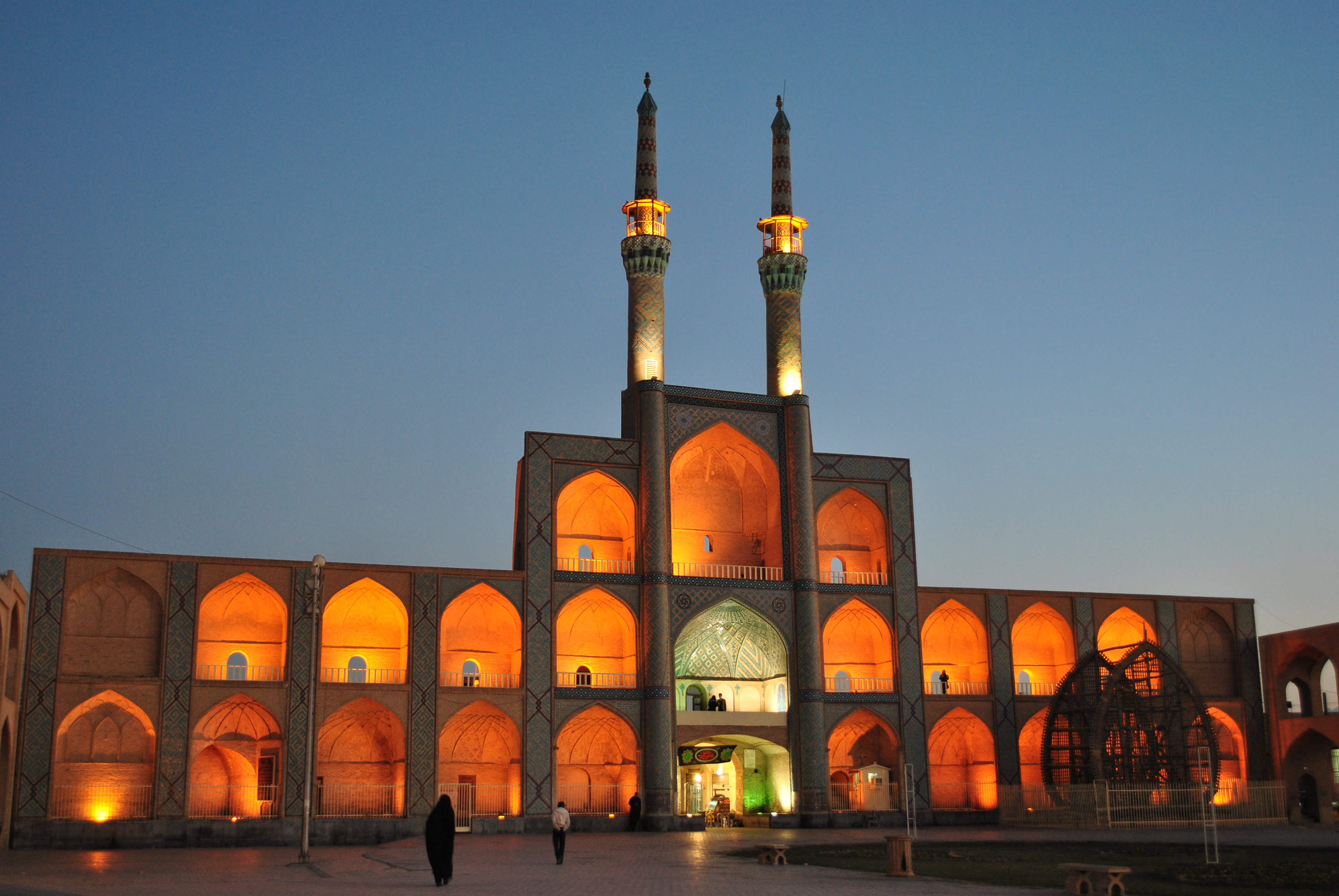
Torbau der Amir Chaghmaq-Moschee, Yazd
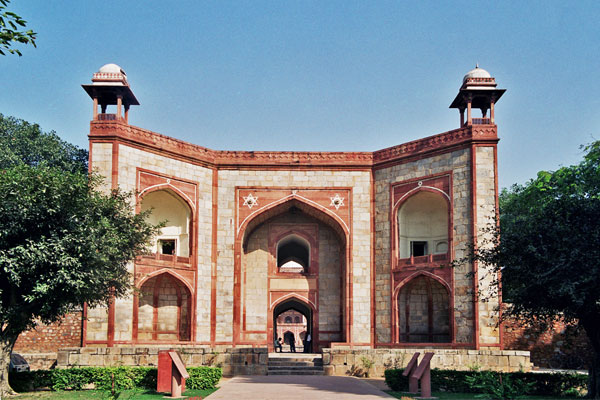
Torbau des Humayun-Mausoleums, Delhi
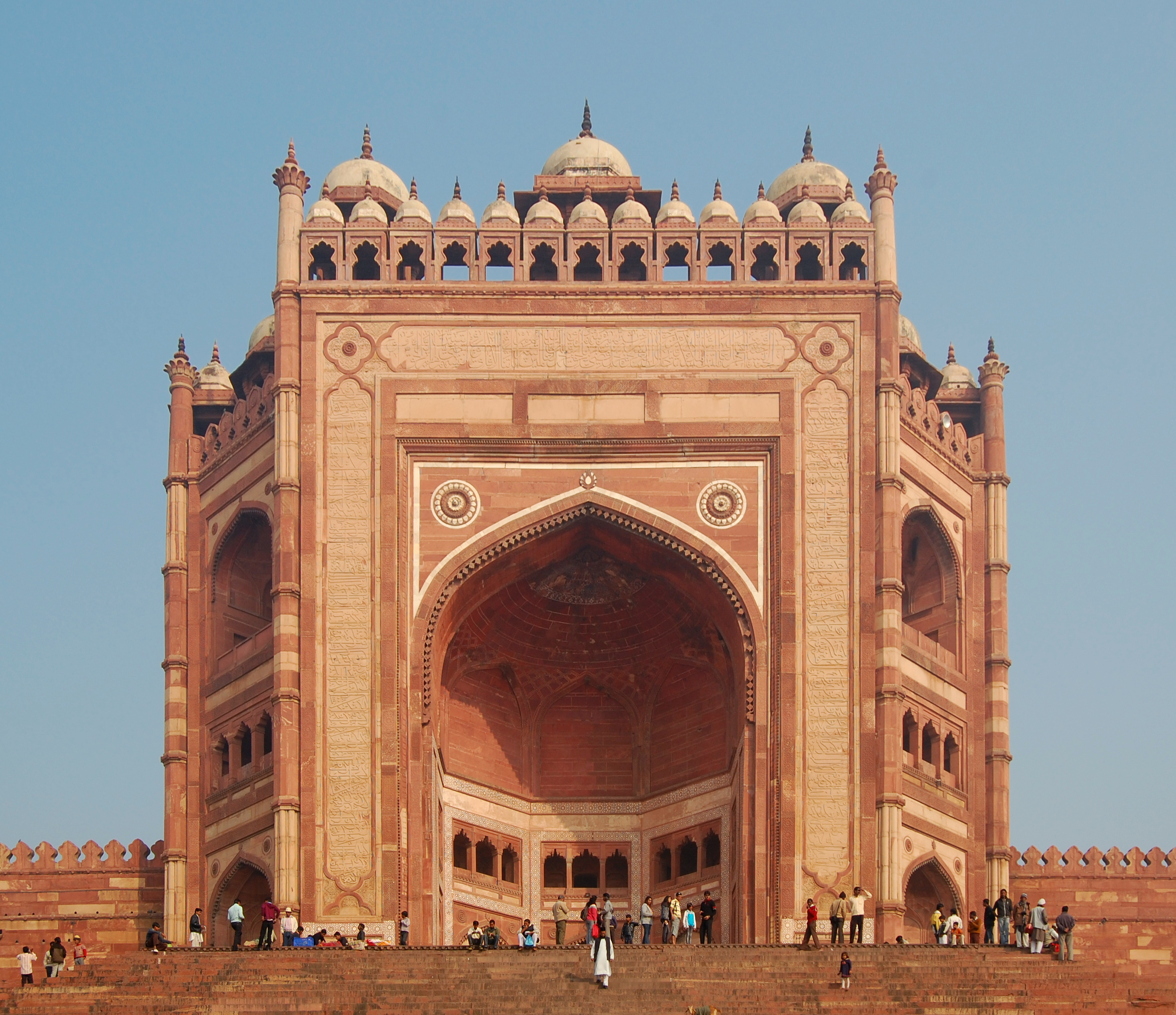
Buland Darwaza, Fatehpur Sikri
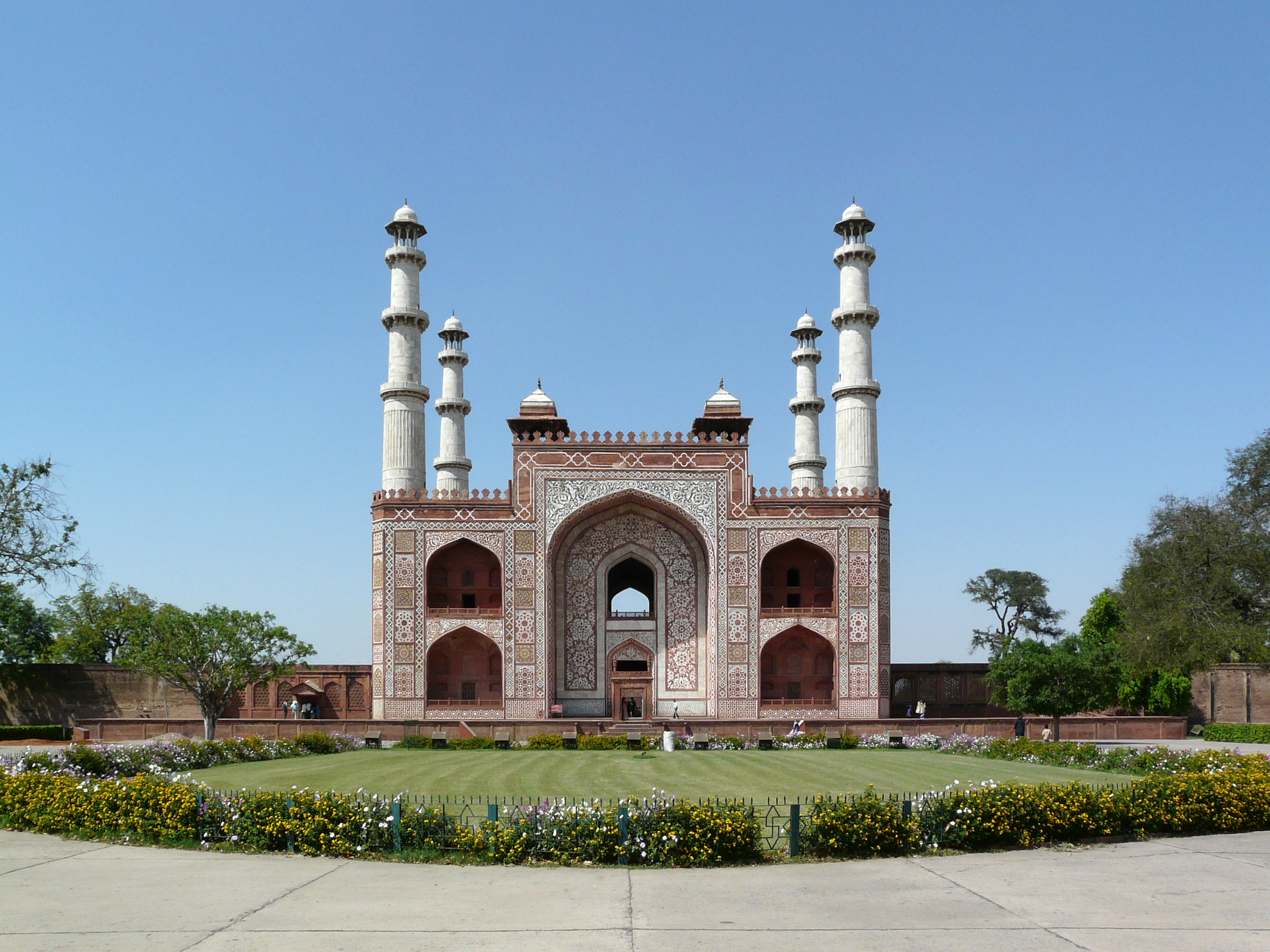
Torbau des Akbar-Mausoleums, bei Agra
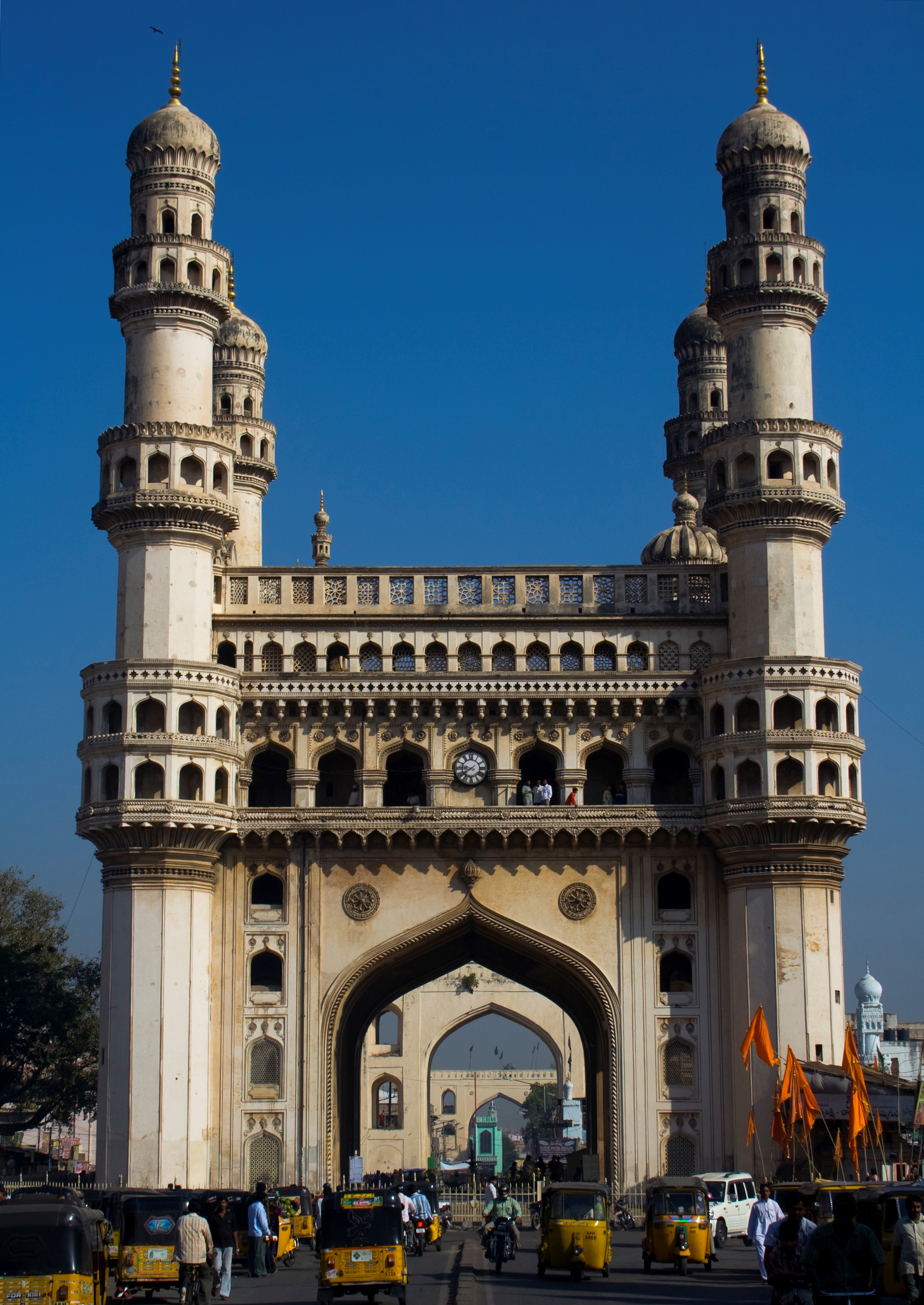
Charminar, Hyderabad
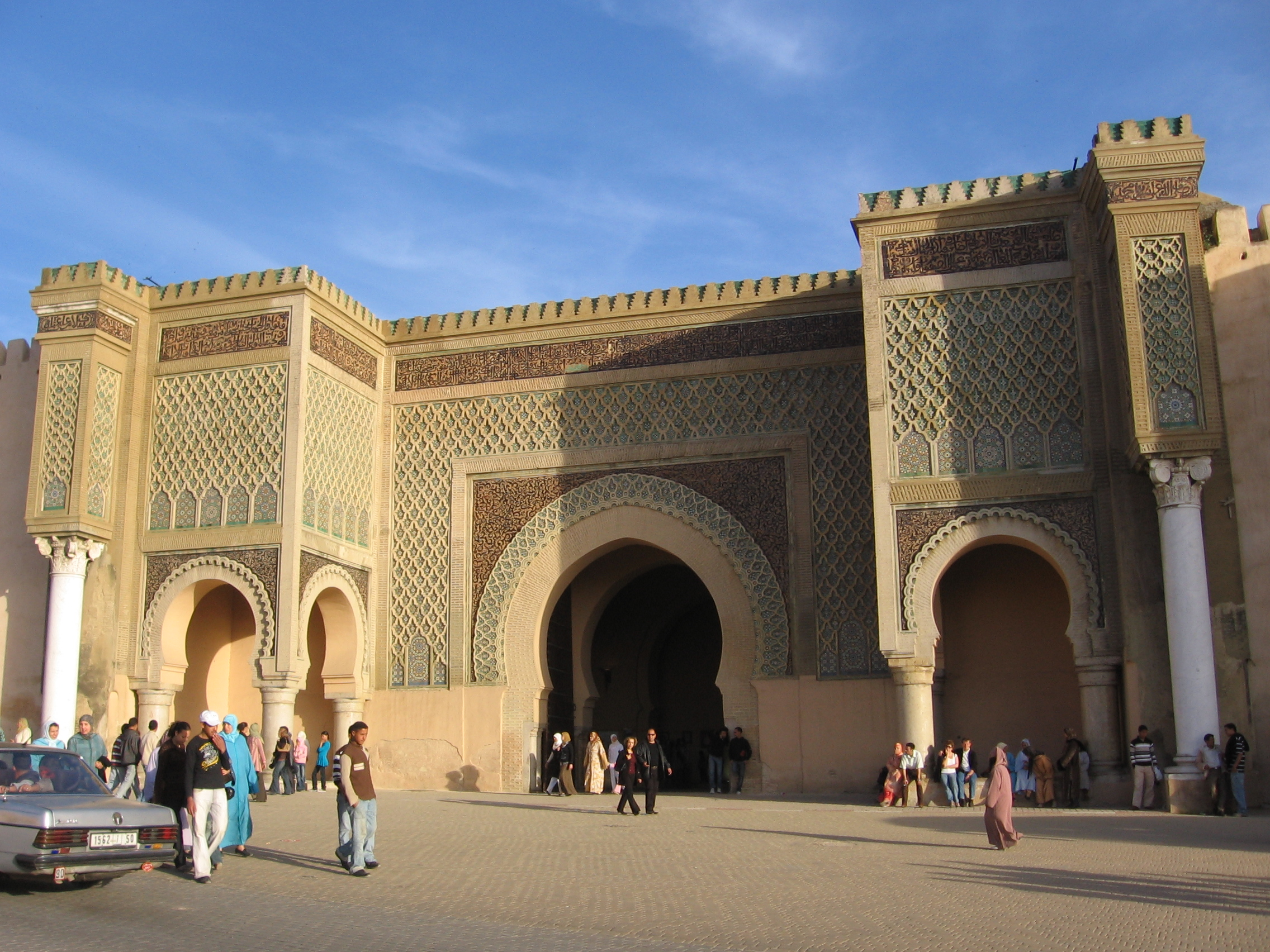
Bab Mansour, Meknès

### Maya

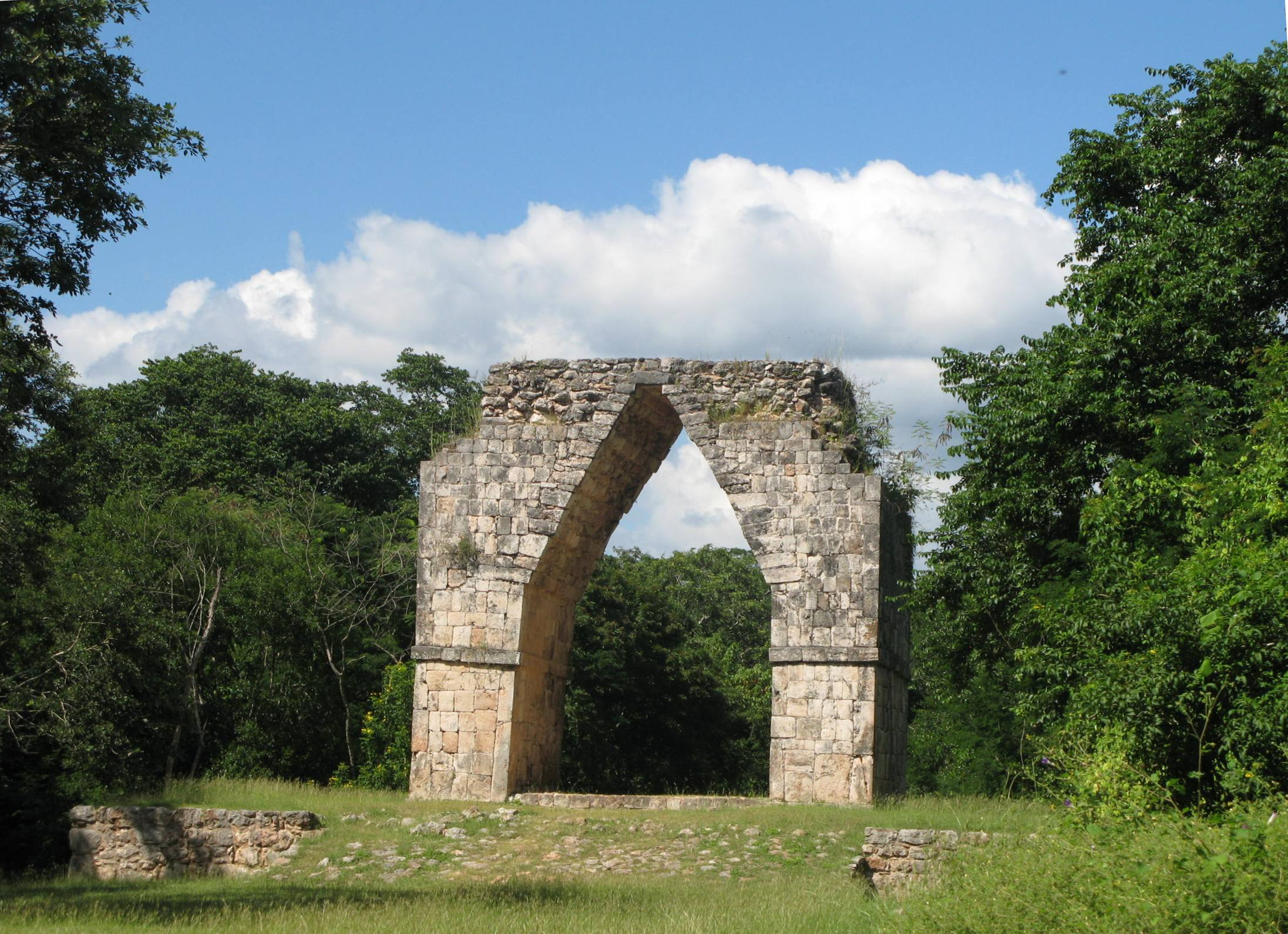
Arco de Kabah
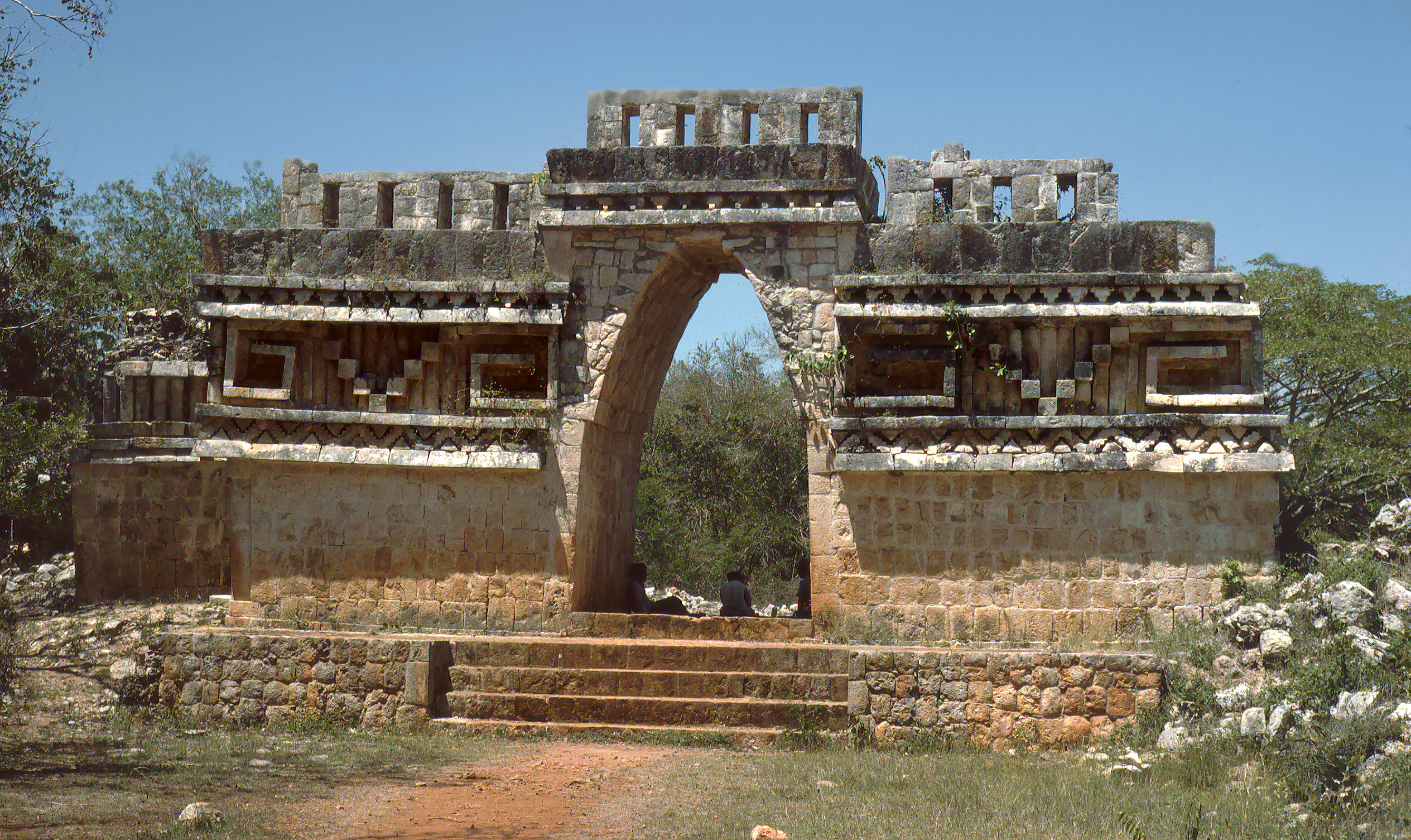
Arco de Labná
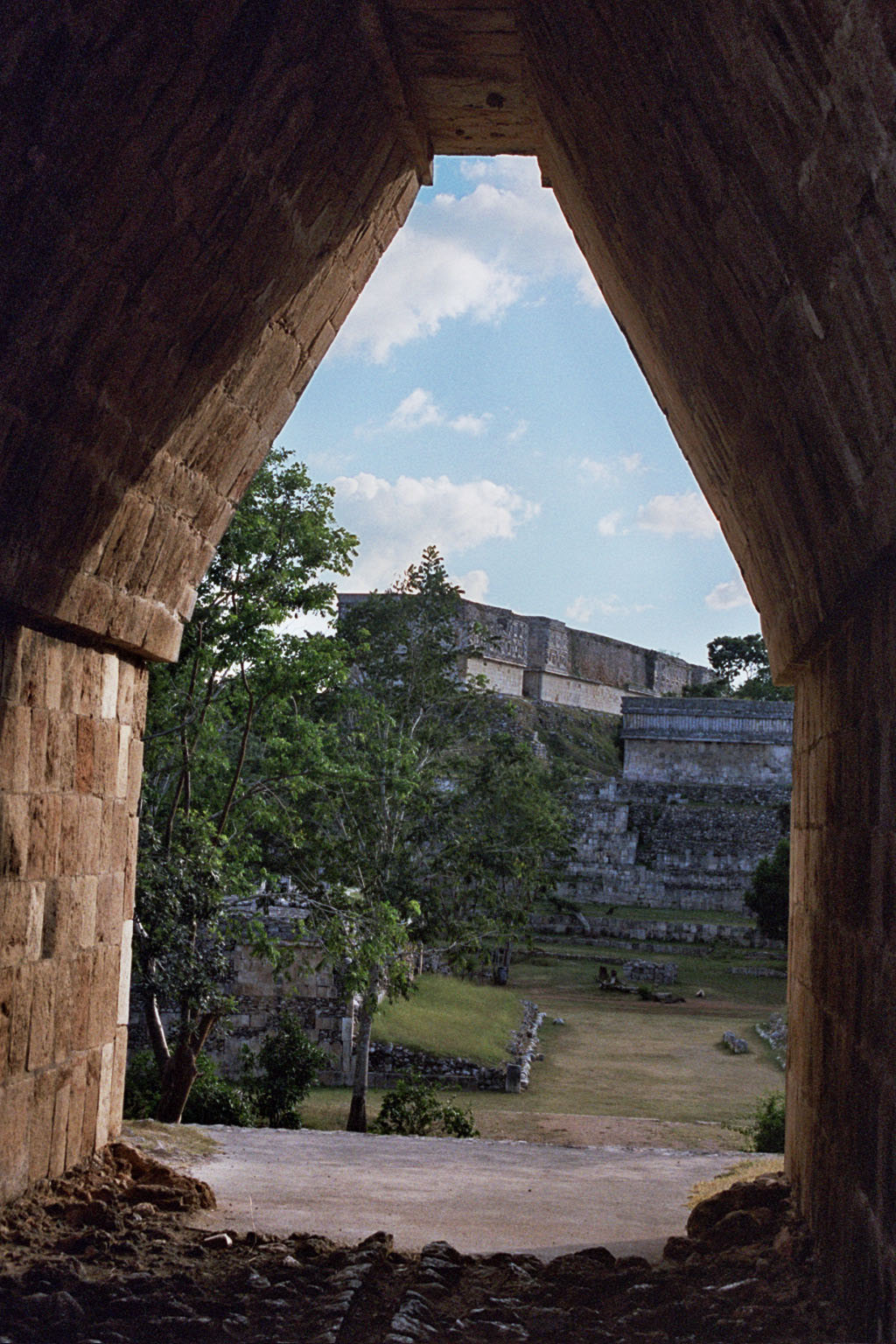
Bogen in Uxmal
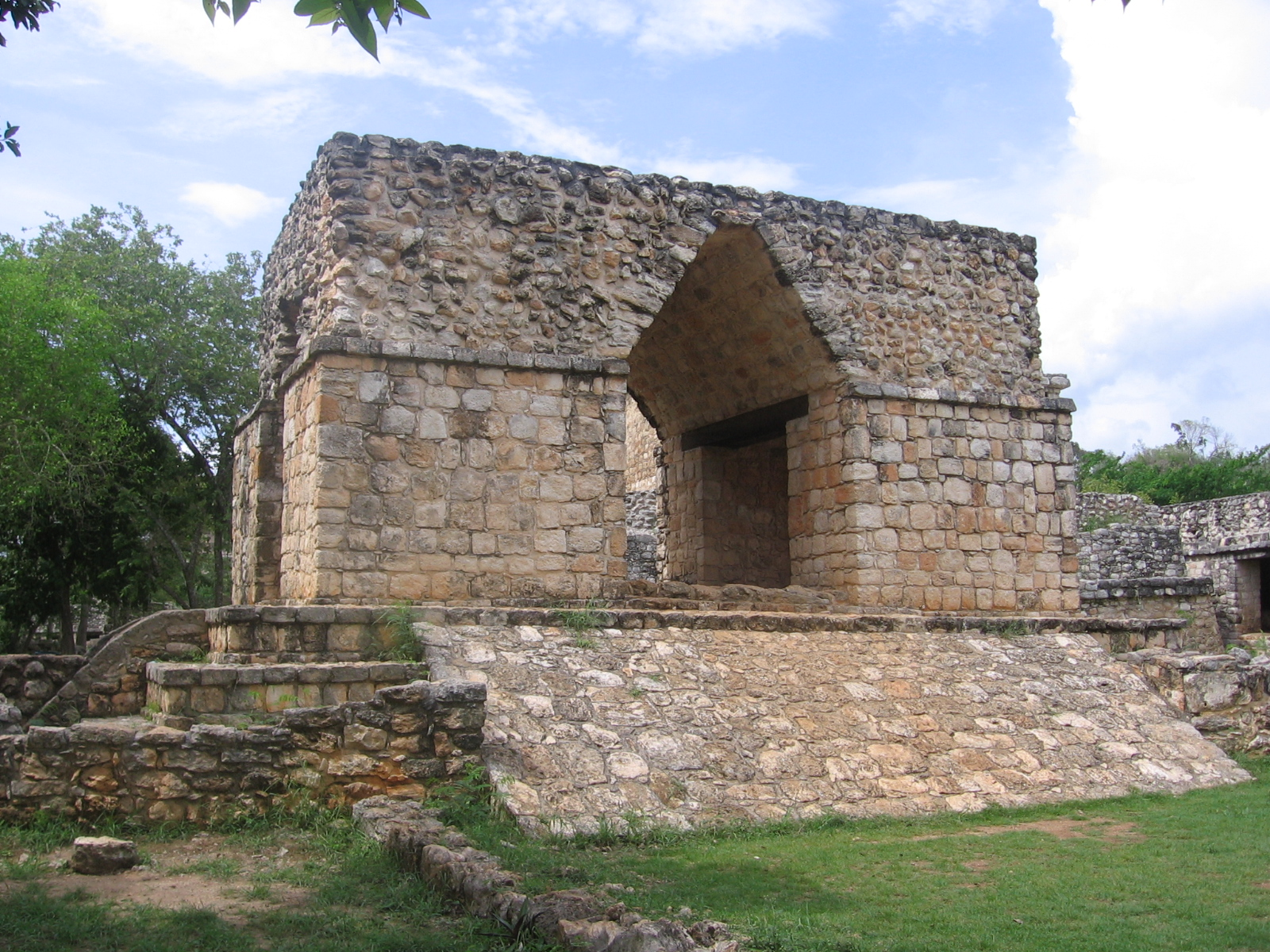
Torbau in Ek Balam, Yucatán